# Hrad Sudeley
Sudeley je památkově chráněný hrad I. stupně ve farnosti Sudeley v Cotswolds, nedaleko středověkého tržního města Winchcombe v hrabství Gloucestershire v Anglii. K hradu patří 10 zahrad o rozloze asi 15 akrů.
Hrad se začal stavět v roce 1443 pro Ralpha Botelera, lorda nejvyššího pokladníka Anglie, na místě předchozího opevněného sídla z 12. století. Později byl zabaven a stal se majetkem krále Eduarda IV. a krále Richarda III., kteří zde vybudovali slavnou hodovní síň.
V roce 1535 hrad navštívil král Jindřich VIII. se svou tehdejší manželkou Annou Boleynovou a později se stal domovem a místem posledního odpočinku jeho šesté manželky Kateřiny Parrové, která se po králově smrti znovu provdala. Parrová je pohřbena v hradním kostele, čímž je Sudeley jediný soukromý hrad na světě, v jehož areálu je pohřbena anglická královna. Sudeley se brzy stal sídlem rodiny Chandosů a hrad třikrát navštívila královna Alžběta I., která zde uspořádala třídenní slavnost na oslavu porážky španělské Armady.
Během první anglické občanské války byl hrad králem Karlem I. a princem Ruprechtem využíván jako vojenská základna, později byl obléhán a zničen vojáky parlamentu a po několik následujících století zůstal z velké části v troskách, dokud jej v roce 1837 nekoupila rodina Dentových, která hrad obnovila a přeměnila na rodinné sídlo.

## Historie

### 11. století
Původ města Sudeley je neznámý. Jeho název, který vznikl zkomolením anglosaského jména Sudeleagh, což znamená jižně ležící pastvina/lesní mýtina, nám však dává představu o tom, jak místo vypadalo. Za svůj raný vzestup jako královského sídla vděčí Sudeley nejspíše blízkosti Winchcombe, které bylo za vlády krále Offy Mercijského hlavním městem království Mercie. Pod královským patronátem Winchcombe vzkvétalo a stalo se opevněným městem s vlastním klášterem.
Na přelomu 11. a 12. století se Sudeley rozrostlo v panské sídlo zasazené do královského jeleního parku, které král Ethelred věnoval jako extravagantní dar své dceři Godě v den její svatby. Navzdory politice Viléma Dobyvatele, který po normanském dobytí Anglie v roce 1066 zbavil saské šlechtice jejich majetků, se rodině podařilo Sudeley udržet a Godini potomci drželi Sudeley další čtyři století.

### 12. století
Během období anarchie podporoval Jan ze Sudeley císařovnu Matyldu proti jejímu bratranci Štěpánovi z Blois.
Předpokládá se, že v této době byl v Sudeley postaven první hrad, jinak známý jako adulterine castle (nelegitimní hrad, postavený bez královského souhlasu). Není nic známo o tom, jak tento hrad vypadal; dost možná se jednalo pouze o opevnění stávajícího panského sídla, nebo o zcela novou stavbu. Po vyplenění Worcesteru v roce 1139 vojsky císařovny Matyldy pod vedením jejího bratra Roberta z Gloucesteru však Waleran de Beaumont, 1. hrabě z Worcesteru, podnikl odvetný útok, napadl a dobyl jak Sudeley, tak Tewkesbury.
Ačkoli o tom, co se během tohoto útoku stalo se Sudeley, je známo jen málo, zdá se, že pomstychtivý hrabě z Worcesteru jeho opevnění zbořil, neboť brzy poté Roger, hrabě z Herefordu, postavil náhradní hrad ve Winchcombe.
Několik desetiletí po anarchii rod Sudeleyů znovu vstoupil do dějin, když se Janův mladší syn Vilém de Tracy podílel na vraždě canterburského arcibiskupa Tomáše Becketa. Papež Alexandr III. pak Viléma exkomunikoval. V roce 1171 se Vilém vydal na pouť do Říma a získal audienci u papeže, který jej i jeho spoluspiklence vypověděl do Jeruzaléma.

### 13. až 16. století

#### Stavba současného hradu
Na počátku 15. století se předpokládalo, že panství Sudeley zaniklo, a hrad zdědila rodina Botelerů díky sňatku s Johankou, sestrou posledního z rodu Sudeleyů.
Předpokládá se, že Ralph Boteler zahájil stavbu hradu v roce 1443, přibližně ve stejné době, kdy se stal lordem nejvyšším pokladníkem Anglie. Ralph se proslavil během stoleté války; v roce 1419 sloužil ve Francii pod Janem z Lancasteru, a později byl v roce 1423 jmenován do regentské rady krále Jindřicha VI.
Sudeley nebylo Ralphovým prvním velkým projektem, již předtím rozsáhle renovoval panství na More, které používal při svých návštěvách u dvora a které později francouzský velvyslanec Jean du Bellay označil za velkolepější než Hampton Court Palace. Ralph však nedostal královské povolení postavit cimbuří, a musel tak Jindřicha VI. žádat o odpuštění. Ralph postavil hrad Sudeley na půdorysu dvojitého nádvoří; vnější nádvoří sloužilo služebnictvu a zbrojnošům a vnitřní nádvoří a jeho budovy byly vyhrazeny pro potřeby Ralpha a jeho rodiny.
V roce 1449 se Ralphův syn Thomas Boteler oženil s lady Eleonorou Talbotovou, která po smrti svého manžela proslula jako anglická tajná královna pro svůj vztah s králem Eduardem IV. Právě tohoto vztahu využil král Richard III. k delegitimizaci dětí a dědiců svého bratra, čímž si uvolnil cestu k převzetí koruny.

#### Richard III.
Ralph, který se nyní ocitl v nemilosti jako stoupenec Lancasterů, byl v roce 1469 nucen prodat Sudeley a šest dalších panství koruně. Král Eduard IV. daroval Sudeley svému bratrovi Richardovi, vévodovi z Gloucesteru, který jej před bitvou u Tewkesbury v roce 1471 využíval jako vojenskou základnu.
V roce 1478 Richard vyměnil Sudeley za hrad Richmond a poté jej znovu zdědil po svém nástupu na trůn v roce 1483, kdy zřejmě navštívil Sudeley i hrad Kenilworth v rámci nástupní cesty.
Richardovi se připisuje, že nechal v Sudeley postavit velký hodovní sál. „Great Hall“ (Velká síň) byla postavena podle nejnovější módy své doby, přízemní sál sloužil k setkávání hostů a hodování a horní velký sál byl vyhrazen pro potřeby krále a jeho zvláštních hostů, přičemž na tuto místnost navazovaly jeho vlastní ložnice. Při přístupu zvenčí jsou okraje arkýřových oken sálu zdobeny něčím, o čem se předpokládá, že je to bílá růže z Yorku. Hodovní síň nyní leží zčásti v troskách a byla upravena jako zahrada, po jejíchž stěnách se pnou růže a břečťan. V roce 2018 památkáři ruinu stabilizovali.
Po Richardově smrti v bitvě u Bosworthu v roce 1485 přešlo Sudeley jako majetek koruny na krále Jindřicha VII., a ten jej pak daroval svému strýci Jasperu Tudorovi.

#### Kateřina Parrová

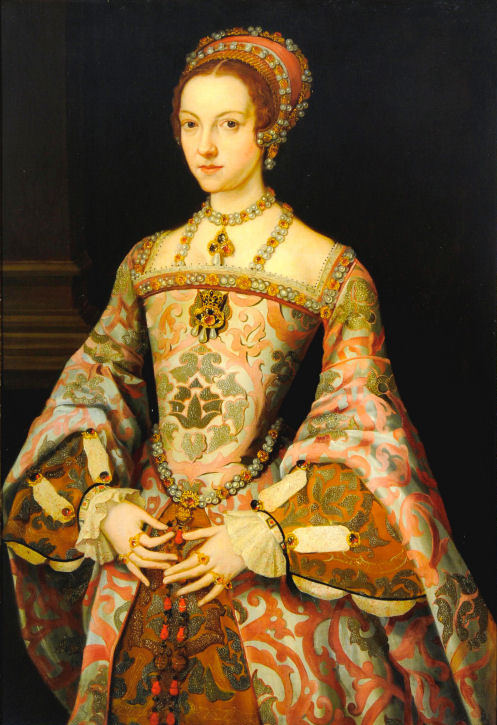
Kateřina Parrová

Král Jindřich VIII. pobýval v Sudeley během své vlády pouze jednou, a to s královnou Annou Boleynovou v roce 1535. V měsících, které předcházely Jindřichově návštěvě Sudeley, začal rušit anglické kláštery a nechal popravit biskupa Johna Fishera a sira Thomase Mora. Navíc právě během jeho pobytu v Sudeley začali papež Pavel III. a císař Ferdinand I. jednat o jeho exkomunikaci a odstranění.
Jindřichova smrt a nástup krále Eduarda VI. vedly k posílení pozice Eduarda a Thomase Seymourových. Jindřichova závěť obsahovala klauzuli o „nedodaných darech“, která umožňovala jejím vykonavatelům darovat si nové pozemky a tituly, což vedlo k tomu, že Eduard byl prohlášen lordem protektorem království a jeho bratr se stal baronem Seymourem ze Sudeley. Několik měsíců poté se Thomas tajně bez králova svolení oženil s vdovou po Jindřichovi a jeho poslední ženou, královnou Kateřinou Parrovou, což vyvolalo skandál.
V roce 1548 se těhotná Kateřina přestěhovala se svým manželem na hrad Sudeley a vzala si s sebou značnou družinu: 120 členů gardy, dvořanů a dvorních dam. Před jejím příjezdem utratil Seymour „obrovské množství peněz na hrad, aby ho přizpůsobil královně.“ Hrad byl na toto stěhování speciálně připraven a dodnes existují popisy, jak vypadala Kateřinina ložnice. Během působení Parrové byla jednou z jejích společnic lady Jane Greyová, schovanka Thomase Seymoura, která se v roce 1553 stala na devět dní královnou.
Kateřina zemřela v Sudeley 5. září 1548 na následky porodní horečky, pět dní po porodu dcery Marie Seymourové. Na pohřbu byla hlavní truchlící lady Jane Greyová a církevní reformátor Myles Coverdale pronesl své první protestantské kázání. Kateřina byla pohřbena o dva dny později v kapli Panny Marie v areálu Sudeley, což byl první protestantský pohřeb v angličtině. Během následujících dvou století byl její původní hrob „znetvořen a znehodnocen“ a místo jejího pohřbení se ztratilo. V roce 1782 byla objevena rakev s olověnou deskou, na níž stálo:

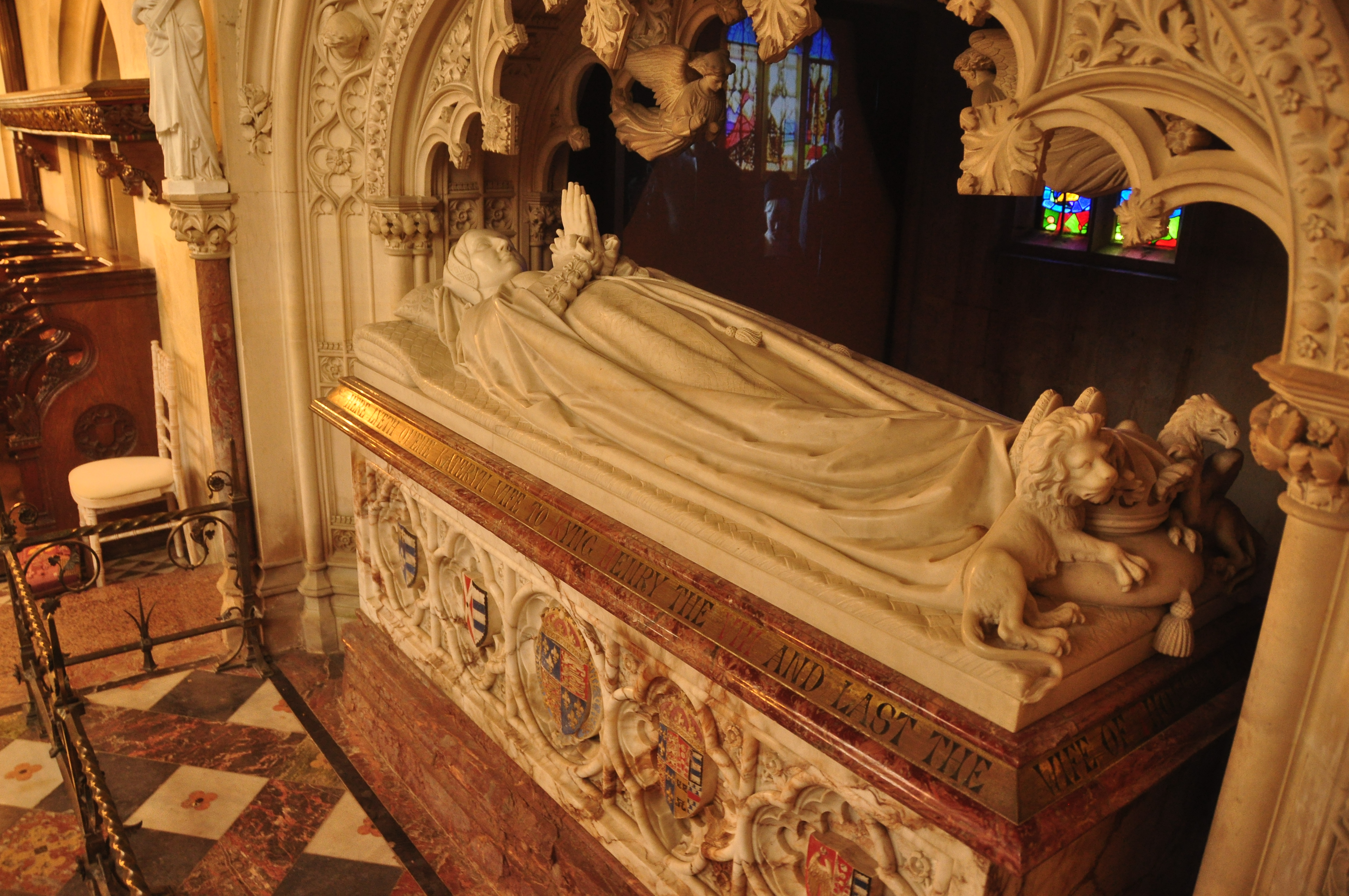
Hrobka Kateřiny Parrové v kapli Panny Marie v Sudeley

Zde leží královna Kateřina, manželka krále Jindřicha VIII. a poslední manželka lorda Thomase ze Sudeley... zemřela 5. září... (Here lyeth Quene Kateryne wife to Kyng Henry the VIII and Last the wife of Thomas Lord of Sudeley... dyed 5 September...)
V roce 1792 rakev vykopali vandalové. V roce 1817 byly ostatky uloženy do kamenné hrobky poblíž ostatků 6. lorda z Chandosu. Po dokončení obnovy kaple v roce 1863 byly ostatky Kateřiny Parrové uloženy do nové novogotické hrobky s baldachýnem, kterou navrhl George Gilbert Scott a vytvořil sochař John Birnie Philip.
Po Kateřinině smrti si Sudeley ponechal její manžel Thomas; držel jej až do doby, kdy byl o šest měsíců později popraven za velezradu. Hrad poté zdědil Kateřinin bratr William Parr, 1. markýz z Northamptonu, ten zase držel Sudeley až do roku 1553, kdy byl rovněž obviněn z velezrady, a hrad opět spadl pod královskou korunu.

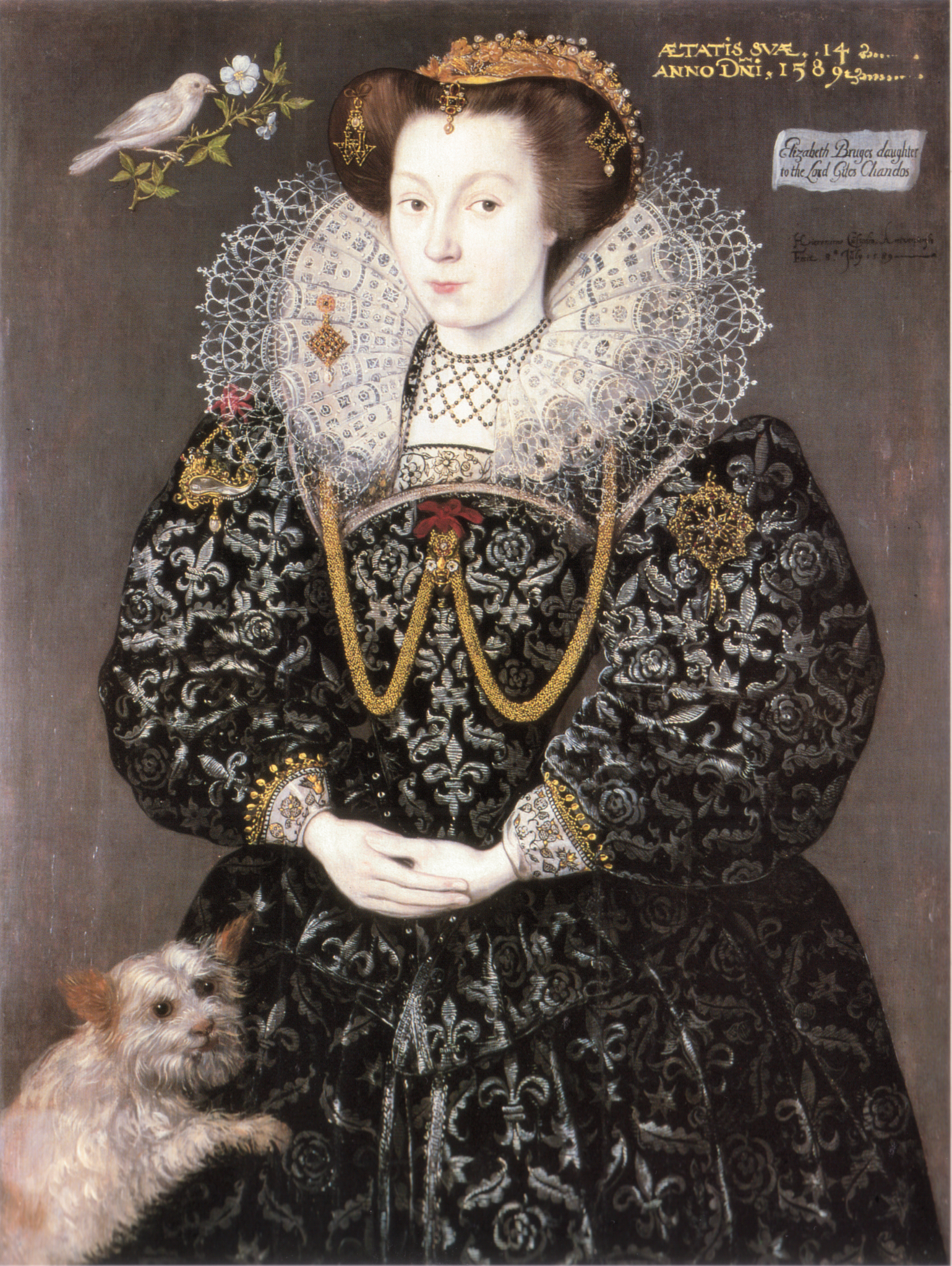
Podepsaný a datovaný portrét čtrnáctileté Elizabeth Brydgesové, dcera Gilese Brydgese, 3. barona Chandose. V roce 1589 se stala družičkou Alžběty I.

#### Pozdní 16. století
Dne 8. dubna 1554 byl John Brydges královnou Marií povýšen na barona Chandose ze Sudeley. Předtím byl poručíkem londýnského Toweru a spřátelil se s lady Jane Greyovou, která tam byla vězněna a on ji měl na starosti. Byl to on, kdo vedl Jane na popravu. K jeho povýšení téměř jistě přispěla jeho pomoc při potlačení Wyattova povstání. Jeho syn Edmund Brydges v šedesátých a sedmdesátých letech 15. století hrad výrazně přestavěl a téměř kompletně přebudoval vnější nádvoří, tedy část hradu, kterou obývá současná rodina, do dnešní podoby.
Královna Alžběta I. pobývala v Sudeley během své vlády třikrát, poprvé navštívila v roce 1574 na hradě svou starou přítelkyni, nedávno ovdovělou Dorothy Brayovou, baronku Chandosovou. Znovu zde pobývala během královské nástupní cesty v roce 1575, kdy Robert Dudley uspořádal na hradě Kenilworth opulentní slavnost, aby ji naposledy přesvědčil ke sňatku.
Nejslavnější Alžbětin pobyt v Sudeley se uskutečnil v roce 1592, kdy pro ni Giles Brydges, 3. baron Chandos, uspořádal třídenní oslavu. Giles v rámci příprav na návštěvu důkladně upravil pozemky kolem hradu a během jejího pobytu pořádal bankety, divadelní hry, tance a rozdával extravagantní dary, dokonce královně představil svou dceru Alžbětu Brydgesovou v podobě Dafné. Návštěva údajně přivedla rodinu Brydgesových téměř na mizinu.

### Anglická občanská válka

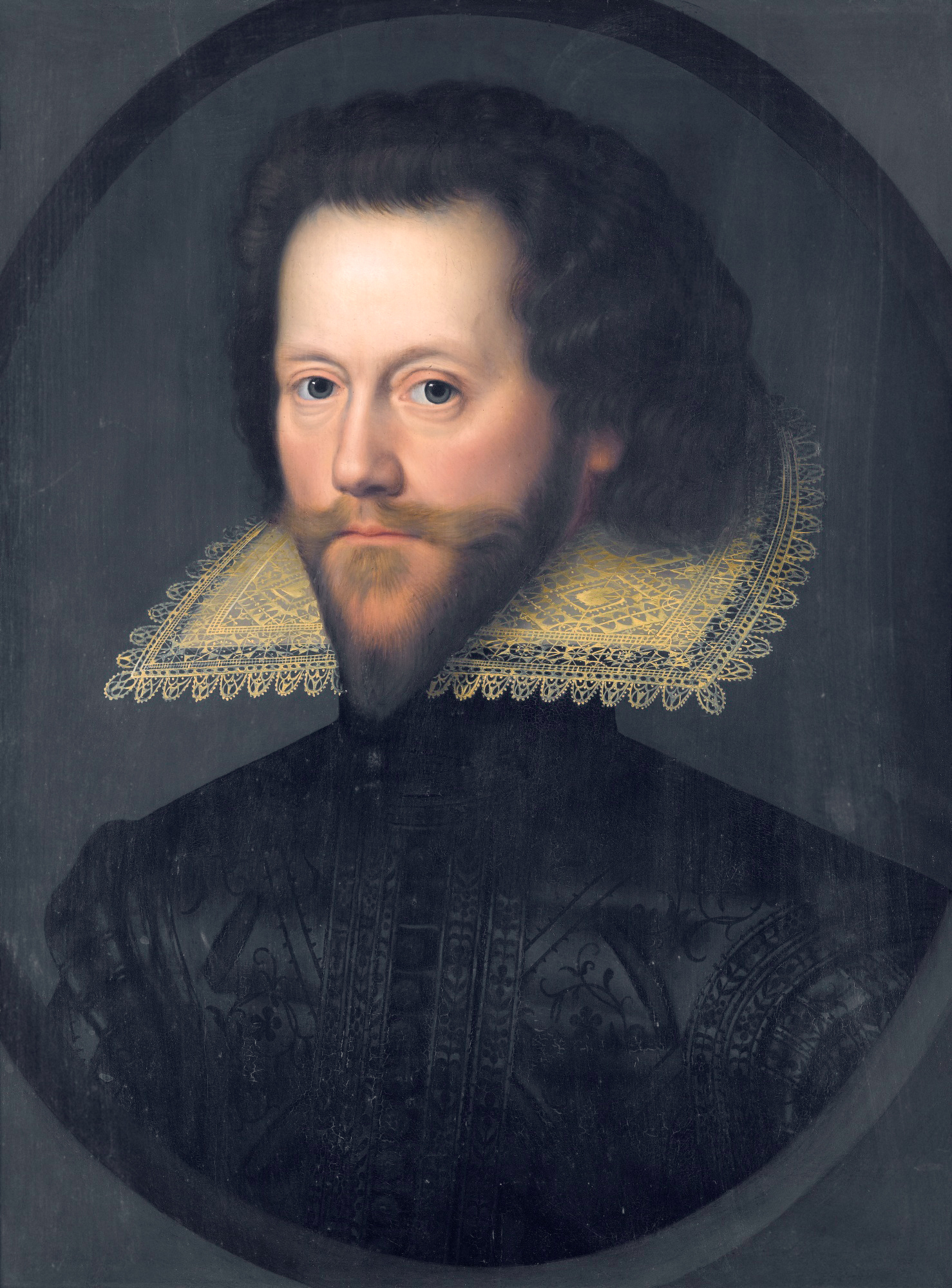
Grey Brydges, 5. baron z Chandosu

Za vlády Chandosů Sudeley nadále prosperovalo a vzkvétalo a Grey Brydges, 5. baron Chandos, získal za svůj velkolepý styl života a štědrost titul „král Cotswoldsu“. Záznamy ukazují, že prostřednictvím Williama Trumbulla, vyslance rakouských arcivévodů, nakupoval drahé tapiserie ze zahraničí, aby jimi vyzdobil Sudeley. Grey byl vlivným dvořanem a vášnivým cestovatelem, hodně cestoval po Evropě a zúčastnil se války o dědictví jülišské. Oženil se s Ann Stanleyovou, dcerou mladší sestry krále Jindřicha VIII. princezny Marie Tudorovny a možnou dědičkou anglického trůnu. Zemřel v roce 1621.
Posledním královským obyvatelem Sudeley měl být král Karel I. během anglické občanské války, která se vedla mezi králem a parlamentem.
Nový pán George Brydges, 6. baron z Chandosu, podporoval royalisty a právě v době, kdy pomáhal princi Ruprechtovi při obléhání Cirencesteru v lednu 1643, zaútočil na hrad sir Edward Massey s asi pěti sty vojáky a dvěma děly. Malá posádka brzy padla a hrad byl vypleněn; útočníci brzy odtáhli po zprávě, že roajalistická armáda získala zpět Cirencester a obrací svou pozornost k hradu.
Později téhož roku, když roajalistická armáda neuspěla při obléhání Gloucesteru, se král Karel utábořil v Sudeley a využil jej jako svou operační základnu v Gloucestershire; poté se pokusil donutit Roberta Devereuxe, 3. hraběte z Essexu, k otevřené bitvě. Hrad měl během války několikrát změnit majitele, přičemž nejznámější je, že odolával dělostřelecké palbě sira Williama Wallera, dokud nezradil jeden z důstojníků, který pustil útočníky dovnitř.
V roce 1649, po skončení občanské války, parlament nařídil „zlehčení“ hradu, aby se zajistilo, že už nikdy nebude moci být využíván jako vojenské stanoviště. Tento proces trval asi pět měsíců, přičemž bylo z velké části rozebráno vnitřní nádvoří a královské obytné místnosti, ale kupodivu zůstala nedotčena velká část vnějšího nádvoří. V roce 1650 obdržel George Brydges, 6. baron Chandos, určitou finanční kompenzaci za ztrátu hradu.
Brydges, který se topil v dluzích, nebyl schopen Sudeley obnovit a po letech věznění v londýnském Toweru v roce 1654 zemřel. Po jeho smrti zdědila polorozpadlý hrad jeho vdova, lady Jane Savageová, čímž se poprvé po více než sto letech hrad oddělil od titulu barona Chandose. Neměla prostředky na jeho obnovu a hrad byl téměř 200 let zanedbanou ruinou.

### Viktoriánská renesance

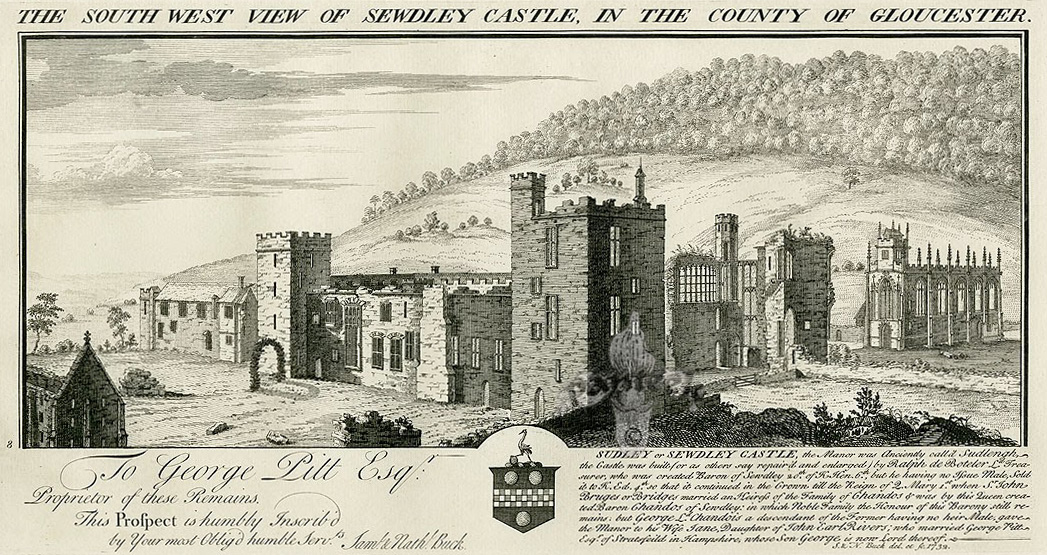
Sudeley v roce 1726

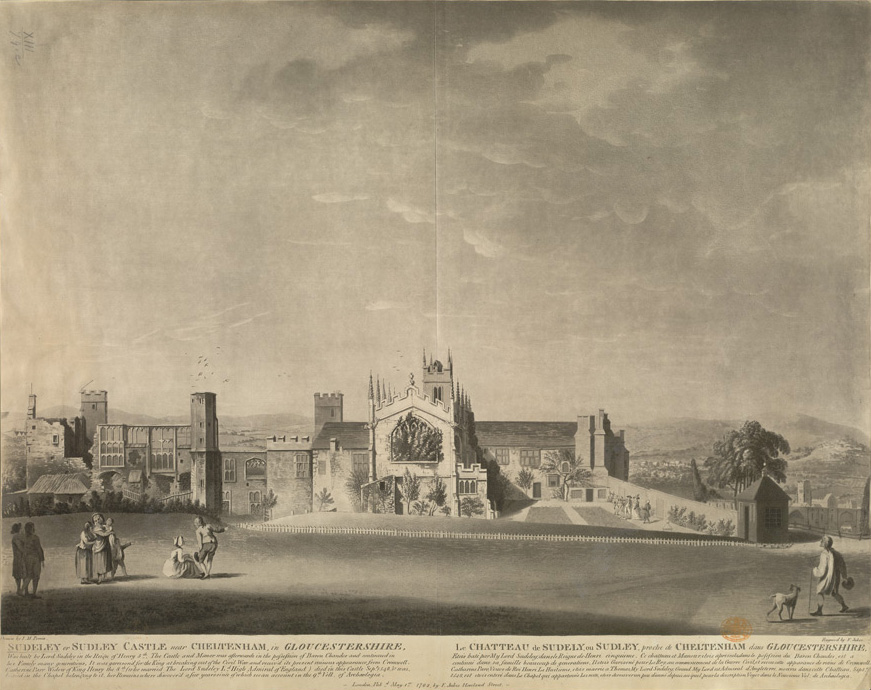
Sudeley v roce 1792

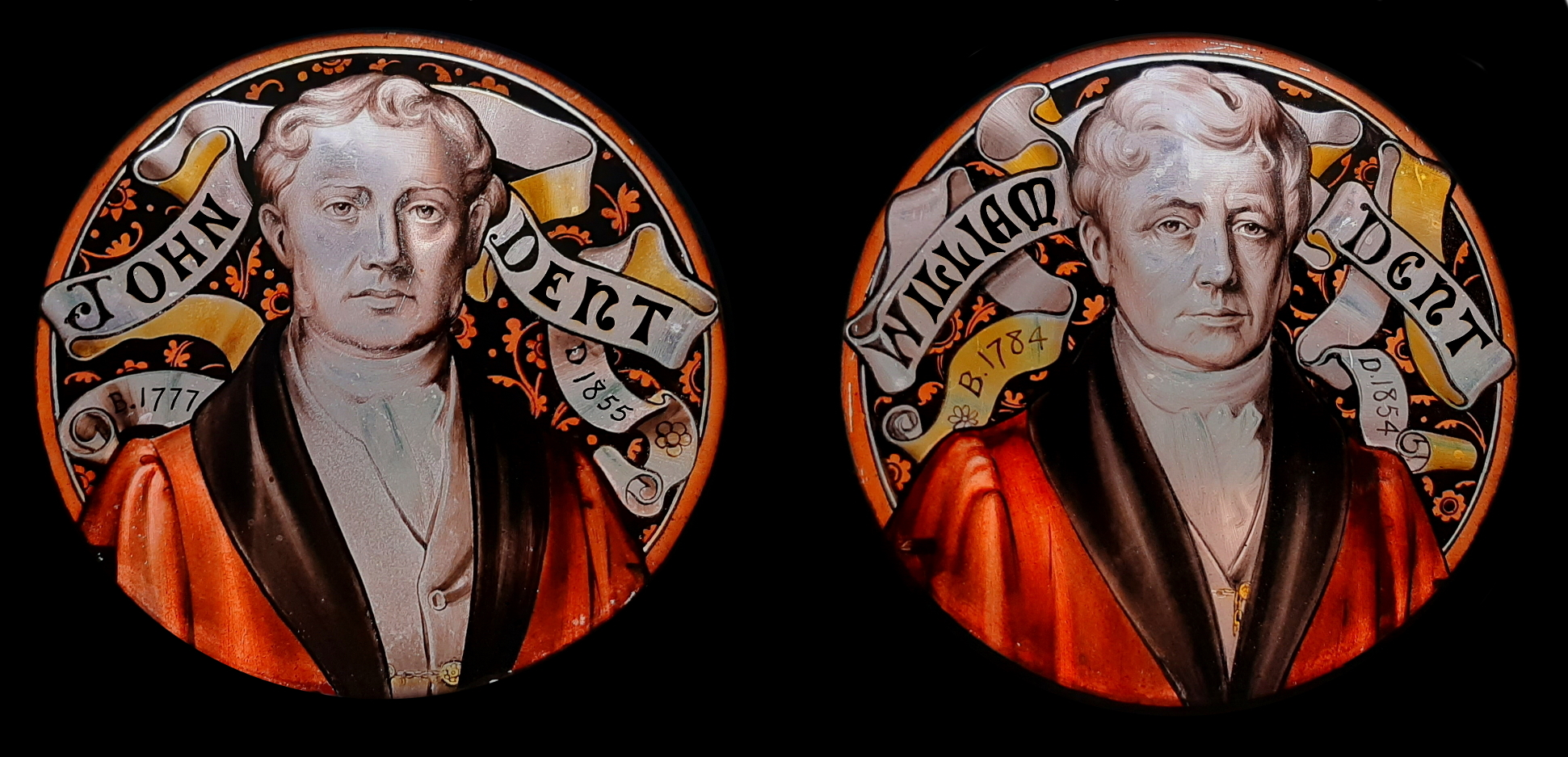
John a William Dentovi, kteří v roce 1837 zakoupili hrad Sudeley

Téměř dvě století byl hrad z velké části v troskách, ale nejspíš nebyl nikdy zcela opuštěn. Sudeley vlastnila rodina Pittů, potomci lady Jane Savageové z druhého manželství, kteří byli v roce 1776 povýšeni do šlechtického stavu jako baroni Riversové. V průběhu 18. století pronajímali Sudeley nájemcům, především rodině Lucasů, příslušníkům místní šlechty. Joseph Lucas hostil krále Jiřího III. při jeho návštěvě hradu v roce 1788, přičemž paní Coxová, hospodyně, zachránila králi život, když ho zachytila po pádu z osmiboké věže. Rodina Lucasů se také podílela na znovuobjevení hrobky královny Kateřiny v roce 1782.
V roce 1837 koupili hrad Sudeley bratři John a William Dentovi z Worcesteru, bohatí výrobci rukavic, jejichž otec založil v roce 1777 společnost Dents Gloves. V době koupě byl hrad „zchátralý, ale zčásti obývaný nájemníky.“ Jeden z předchozích nájemců, John Attwood, přeměnil hrad na hospodu The Castle Arms a zacházel s ním jako s lomem, těžil a rozprodával kámen, dřevo a olovo.
Dentovi obnovili hrad velmi citlivě a rozhodli se jej zcela nepřestavět, ale ponechat část hradu jako malebnou zříceninu, což dodává hradu dodnes patrný ráz. Jeden ze zdrojů uvádí, že obnovu řídil George Gilbert Scott, který „opravil západní stranu vnitřního nádvoří ve stylu stávajících středověkých a alžbětinských staveb“; Gilbert Scott pak zahájil obnovu volně stojící hradní kaple Panny Marie.
Když bylo Sudeley opět obyvatelné, bratři se pustili do zaplňování zámku uměním a starožitnostmi a během aukce Strawberry Hill House Sale v roce 1842, která trvala 32 dní, odkoupili značnou část sbírky Horace Walpola. V jedné zprávě se uvádí, že vybavili dům „pozoruhodnou starožitnou sbírkou nábytku, skla a obrazů, která dále doplnila jeho historii, včetně některých velmi cenných nákupů z aukce na Strawberry Hill v roce 1842.“
V roce 1855 oba bratři zemřeli a zámek zdědil synovec bratrů Dentových John Croucher Dent a jeho manželka Emma z bohaté rodiny výrobců hedvábí Brocklehurstů z Macclesfieldu, kteří se pustili do zvelebování zámku a doplňování sbírek. Emma se ve velkém měřítku věnovala zábavě, pořádala maškarní plesy a večírky, na kterých často hostila více než 2000 hostů ročně; byla také náruživou pisatelkou dopisů, jichž se v zámecké sbírce dochovala řada, včetně dopisů od anglické sociální reformátorky Florence Nightingalové.

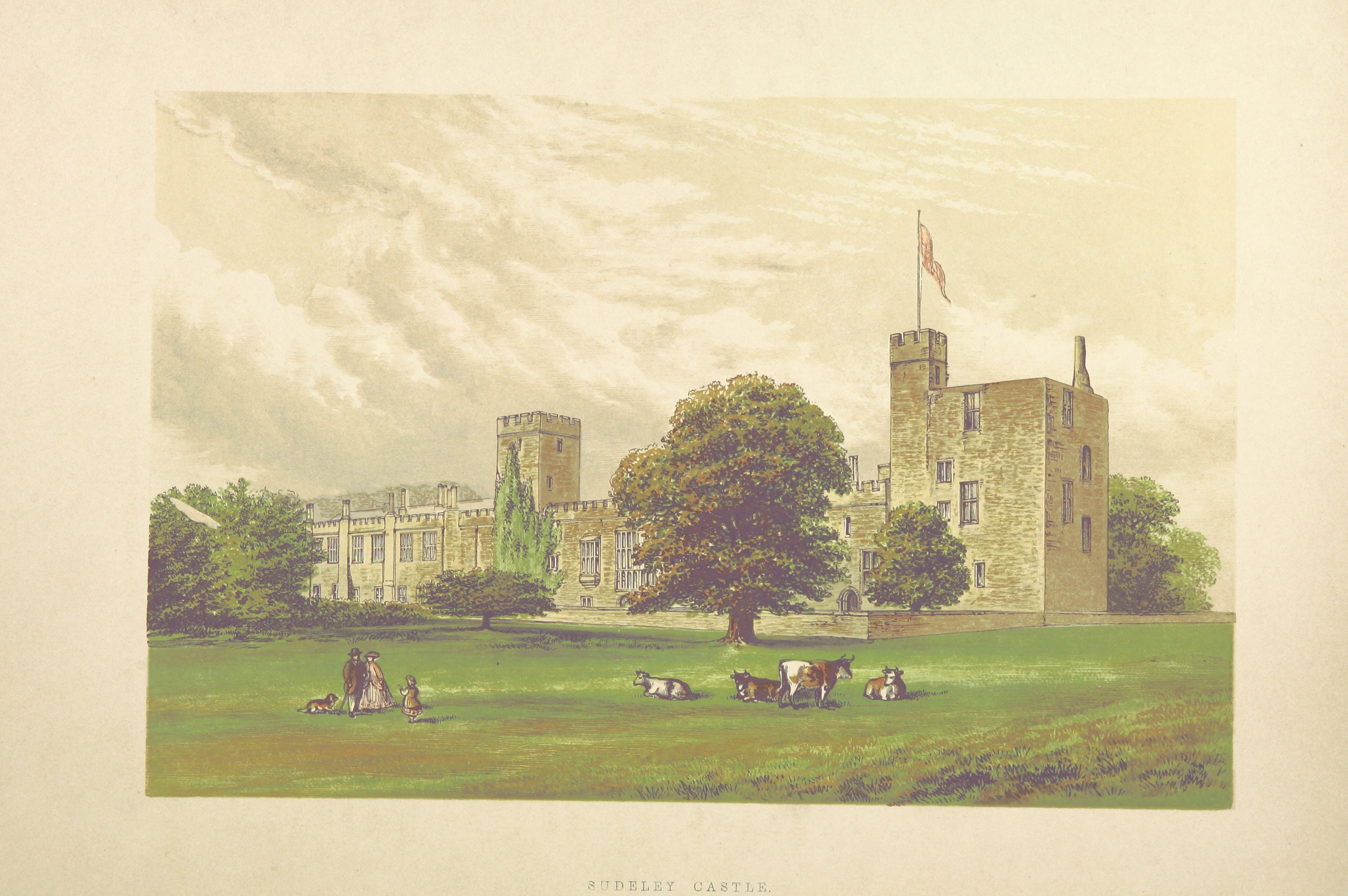
Sudeley v roce 1866

V roce 1859 se Emma rozhodla, že se pokusí o rekonstrukci historické zahrady. V roce 1885 začala „podstatně rozšiřovat dům a jeho příslušenství... přebudovala západní stranu hradu v celé délce obou nádvoří, přestavěla jednu část zříceniny a začala stavět novou věž v jejím severovýchodním rohu.“ V roce 1892 nechala na pozemku postavit „severní domek“. Zároveň zařídila, aby Winchcombe získal „první vodovod v roce 1887.“

### 20. století
Poté, co Henry Dent Brocklehurst a jeho žena Marion zdědili nemovitost v roce 1900, nově ji upravili. O třicet let později jejich syn Jack zařídil přestavbu východního traktu budovy a postavil táflovanou knihovnu vybavenou alžbětinským krbem. Jeho manželka Mary přivezla na zámek sbírku obrazů Waltera Morrisona, přičemž většina exponátů je na místě dodnes.
Na začátku druhé světové války se Sudeley ocitlo v tíživé situaci, protože po smrti Henryho Denta-Brocklehursta v roce 1932 byla na něj uvalena obrovská dědická daň, což rodinu donutilo prodat velkou část pozemků, na nichž hrad stál. Za války hrad sloužil jako skladiště Tateovy galerie, která stěhovala svá umělecká díla z Londýna ve snaze uchovat je v bezpečí během bombardování Londýna a dalších britských měst.
V místech dnešního parkoviště pro návštěvníky se nacházel tábor 37. zajatecký tábor pro zajaté italské a německé vojáky. Zajatci pracovali na místních farmách po celou dobu války až do uzavření tábora 20. ledna 1948.
Americká nevěsta Marka Denta-Brocklehursta Elizabeth přijela do Sudeley poprvé po svatbě s v roce 1962 a v následujících letech se pustila do příprav na otevření zámku pro veřejnost, což se jí za velkých oslav v květnu 1970 podařilo. Mark zemřel v roce 1972 a zanechal Elizabeth, lady Ashcombeovou, aby Sudeley spravovala sama, a hrad musel přežít třetí kolo těžkých dědických daní během necelých padesáti let.

Elizabeth, lady Ashcombeová se v roce 1979 provdala za Henryho Cubitta, 4. barona Ashcombe a strýce Camilly, vévodkyně z Cornwallu. Rozhodli se, že Sudeley zůstane přístupné veřejnosti jako historická atrakce, a pustili se do rozsáhlé obnovy hradu. Webové stránky Sudeley potvrzují, že v roce 1979 Alžběta (v té době již lady Ashcombeová) a její děti Henry a Mollie Dent-Brocklehurstovi převzali správu muzea.

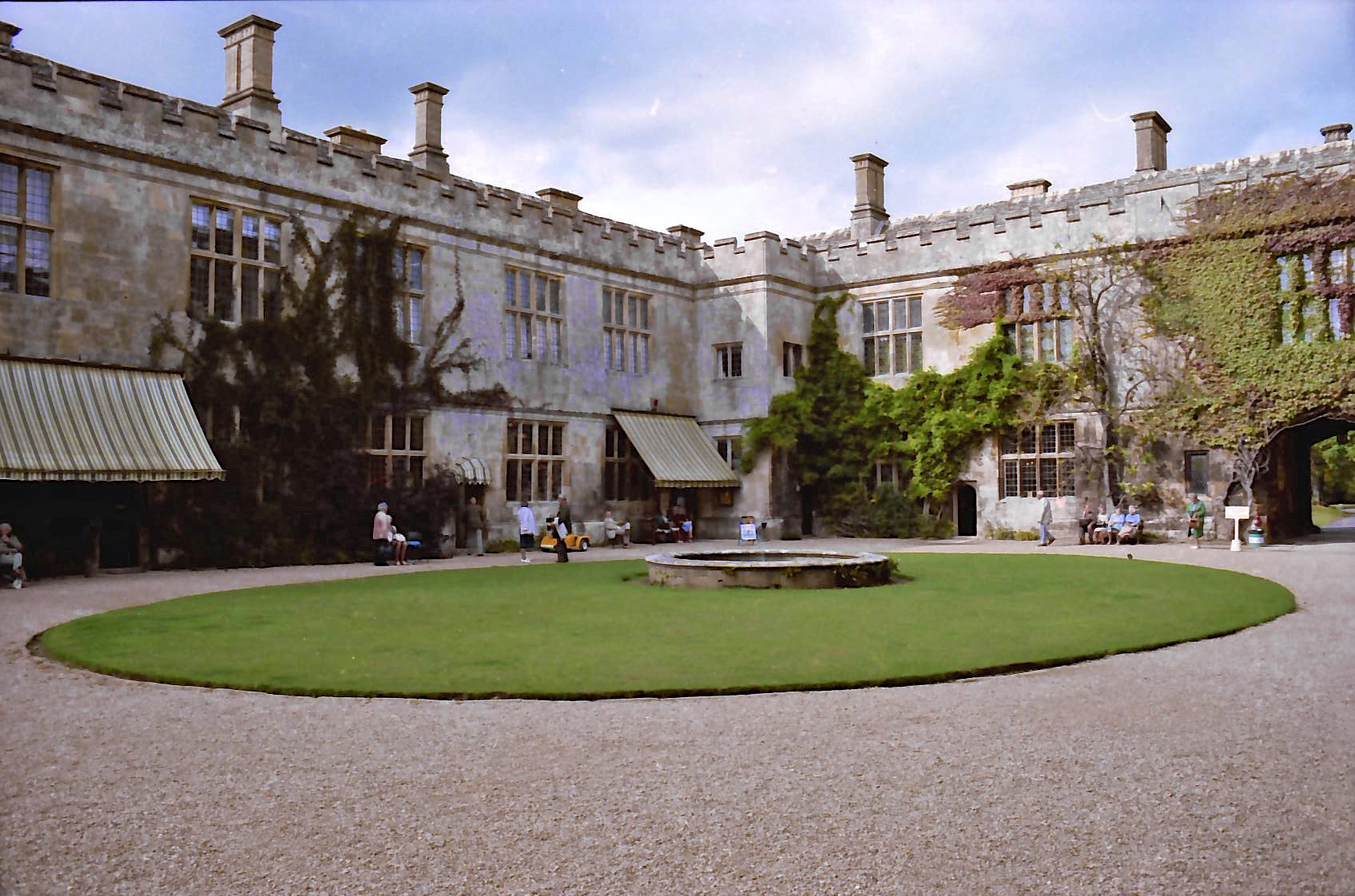
Nádvoří hradu Sudeley
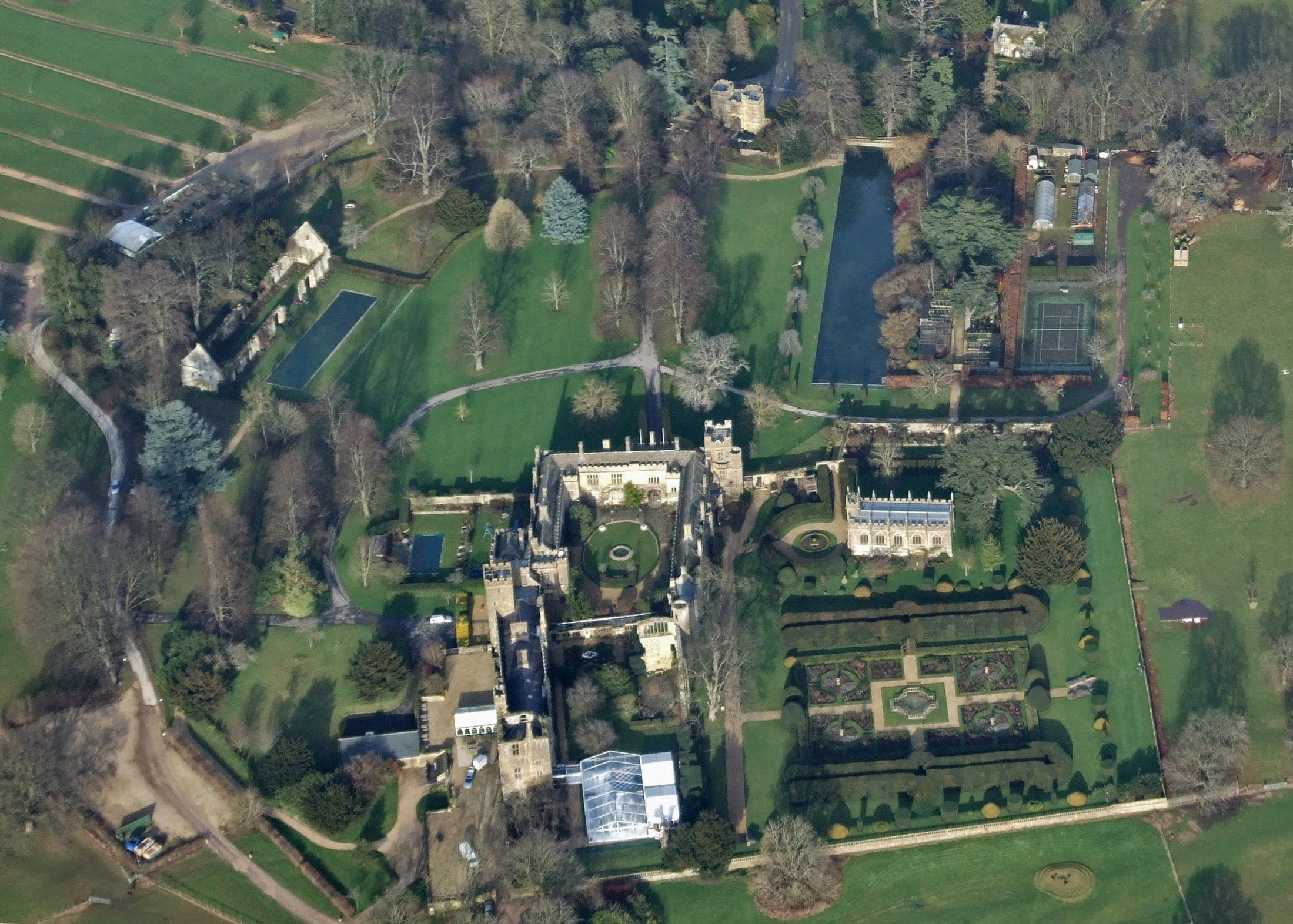
Hrad z ptačí perspektivy
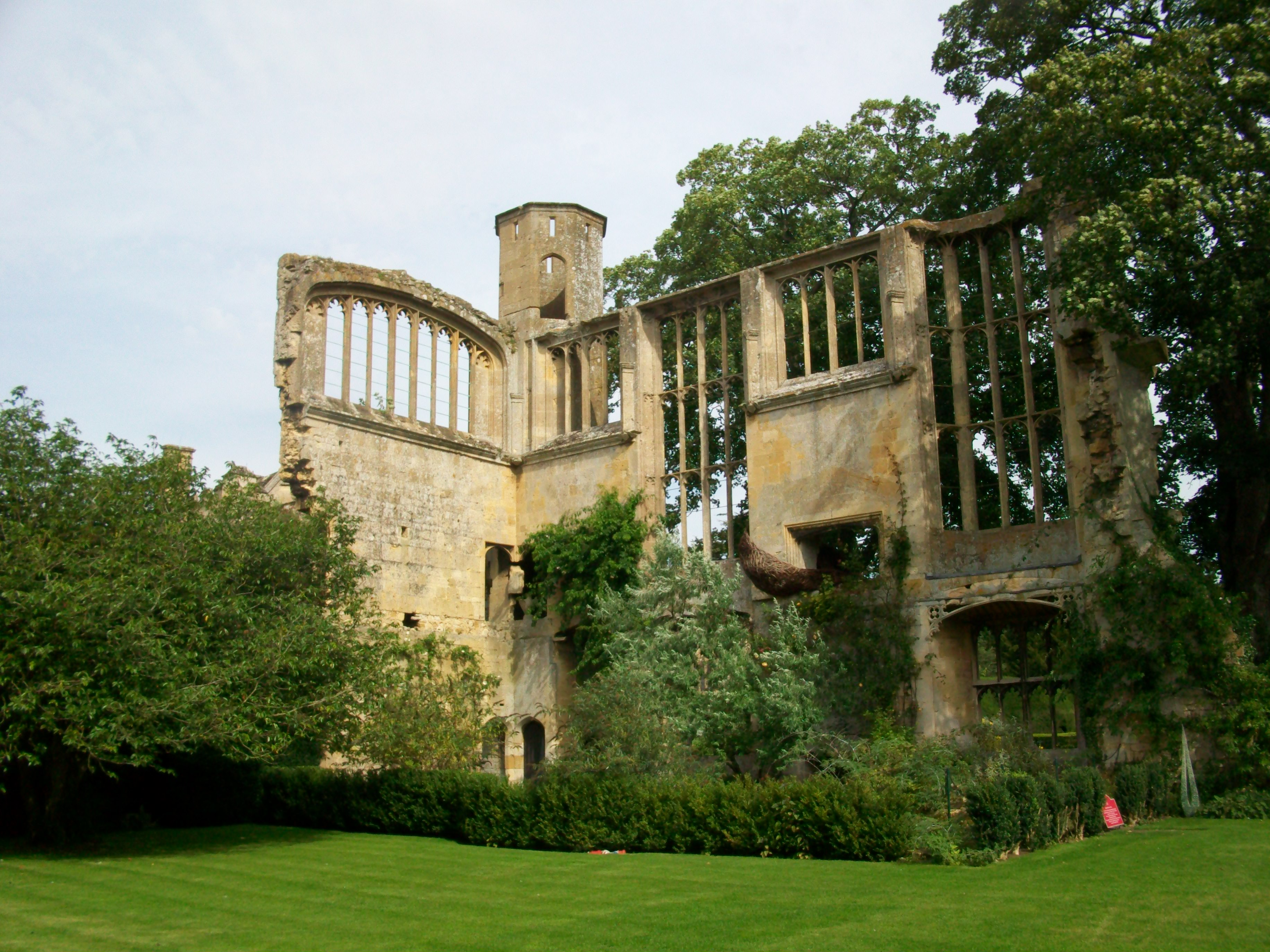
Ruiny banketového sálu

## Současnost
Stanice BBC Four vysílala 27. června 2007 reportáž o zmatcích při správě hradu třemi členy rodiny Dent-Brocklehurstových. Uzavření hradu pro veřejnost v některých všedních dnech znamenalo, že návštěvníci byli při svých jednodenních výletech zklamáni, což vedlo k dramatickému poklesu počtu návštěvníků.
V září 2012 uspořádalo Sudeley rekonstrukci pohřbu Kateřiny Parrové pod vedením historika Dr. Davida Starkeyho; akce se setkala s pozitivním ohlasem.
Hradní expozice byly přepracovány a obnoveny v roce 2018 pod názvem Royal Sudeley 1000: Trials, Triumphs and Treasures a jsou umístěny v křídle pro služebnictvo z 15. století a zabírají tři patra. Provází návštěvníky tisíciletou historií Sudeley, zdůrazňuje důležité aspekty minulosti hradu a představuje historické artefakty a umělecká díla ze sbírek. Sudeley se již několik let využívá také jako místo konání svateb. Na hradě se konalo několik svateb celebrit, od svatby Elizabeth Hurleyové v roce 2007 až po svatbu Felicity Jonesové s Charlesem Guardem v roce 2018.
V září 2019 ukradli zloději z výstavy na hradě předměty, včetně „vzácných památek ze zlata a drahých kamenů, které daroval král Eduard VII. své poslední milence.“
Kvůli omezením, která si vyžádala pandemie covidu-19, byl provoz v letech 2020 a 2021 značně omezen.
Sudeley provozuje rodina a od roku 2021 zůstává domovem Elizabeth, lady Ashcombeové, jejího syna, dcery a jejich rodin. Rodina se zavázala k dalšímu zachování hradu, jeho pokladů a pokračující obnově a regeneraci zahrad. Od září 2019 se ve zpravodajství BBC News o lady Ashcombeové mluví jako o „majitelce zámku.“

## Architektura

### Hlavní budova
Budova hradu je vícekřídlá stavba z místního žlutého pískovce, tzv. cotswoldského kamene. Na dnešním půdorysu je ještě zřetelně vidět někdejší podoba komplexu, jehož křídla obklopovala dvě uzavřená vnitřní nádvoří. S výjimkou úzkého středního křídla jsou všechna dodnes existující křídla dvoupatrová a uzavřená nízkými valbovými střechami krytými břidlicí. Všechna křídla mají také cimbuří. Jádro současné budovy pochází z tudorovského období (15. století), ale ve viktoriánské době bylo výrazně přestavěno a upraveno. Dnešní podobu a většinu vybavení zámku získali v 19. století bratři John a William Dentovi a Emma Brocklehurstová, provdaná Dentová.
Z hradních křídel kolem jižního nádvoří, tzv. vnitřního dvora, se dnes zachovalo pouze západní křídlo, v němž se kdysi nacházely služební prostory. Dnes se v něm nachází kavárna a hradní obchod. Tyto dvě provozovny využívají také 50 m dlouhou štěrkem vysypanou terasu před hradem na západní straně. V jejím jihozápadním rohu se nachází podlahová mozaika, která je kopií mozaiky z římské vily na pozemcích Sudeley. Na jižním konci západního křídla se nachází třípatrová žalářní věž z doby kolem roku 1442. Nikdy však neměla vězeňskou funkci. Její název pravděpodobně pochází z francouzského výrazu donjon, což naznačuje, že původně sloužila jako obytná věž. Přízemí a první patro byly obnoveny. Přístup do ní byl původně z nedochovaného jižního křídla vnitřního dvora. Na severním konci západního křídla se nachází pětipodlažní Portmare Tower, postavená za Ralpha Botelera. Své jméno údajně získala po zajatém francouzském admirálovi, jehož výkupné údajně významně přispělo k financování stavby nového hradu v 15. století. Zatímco severní a západní strana věže jsou původní z 15. století, jižní a východní strana byla v letech 1857 a 1887 výrazně restaurována. Ve všech patrech se nachází po jedné místnosti, přičemž ta v přízemí má ambity.
Naproti západnímu křídlu se stále nacházejí ruiny Banketní síně z konce 15. století. Navzdory jejímu názvu to byl spíše přijímací sál králů než místo pro slavnosti, a tedy nejdůležitější místnost v bývalém východním křídle. Do patra se šlo po točitém schodišti v osmiboké schodišťové věži, Oktagonální věži, na východní straně exteriéru. Vnější nádvoří je od vnitřního nádvoří odděleno chodbou širokou 18 stop (asi 5,5 metru), která spojuje východní křídlo se západním. Pochází z roku 1889 a nahradila tehdy existující nízké zdi. Ty mohly pocházet z roku 1614 a byly pozůstatkem středního křídla, které zde dříve stálo. Na východním konci této spojovací budovy se nachází věž Garderobe Tower s arkýřem z roku 1572. Její západní strana pochází z poloviny 15. století, zatímco východní strana je mladší. Polovina jejího přízemí má charakter lodžie.
Části budov kolem severního nádvoří, nazývaného Vnější dvůr, pocházejí z 15. století, ale většina z nich získala dnešní podobu ve viktoriánské době. Nejstarší stavbou je brána uprostřed severního křídla, která byla postavena kolem roku 1442. V dřívějších dobách k ní vedl padací most překlenující příkop před ní. Východní křídlo severního nádvoří kdysi sloužilo jako hospodářské křídlo s kuchyní, stájemi a kočárovnou; dnes je využíváno majiteli hradu – stejně jako protější západní křídlo. V roce 1442 byla postavena brána v severním křídle.

### Kaple Panny Marie
Východně od hradní budovy se nachází kaple Panny Marie, postavená kolem roku 1460 jako hradní kaple, jež byla kdysi spojena s hradem krytou chodbou a nacházela se mimo hradní příkop. Budova je od 4. července 1960 zapsána na seznamu památek I. stupně a slouží také jako farní kostel, v němž se konají pravidelné bohoslužby. Její obnovená vnější fasáda představuje styl 15. století s cimbuřím, chrliči a krakorci na pilířích. Na západním konci lodi se nachází čtvercová zvonice zakončená větrolamem. Interiér kostela pochází z viktoriánské doby a má černobílou mramorovou podlahu. Historicky a umělecky nejvýznamnějším kusem vybavení je hrobka Kateřiny Parrové, kterou navrhl John Birnie Philip v roce 1859. Je z bílého mramoru a byla postavena v kněžišti na místě královniny hrobky, jež byla znovuobjevena v roce 1782.

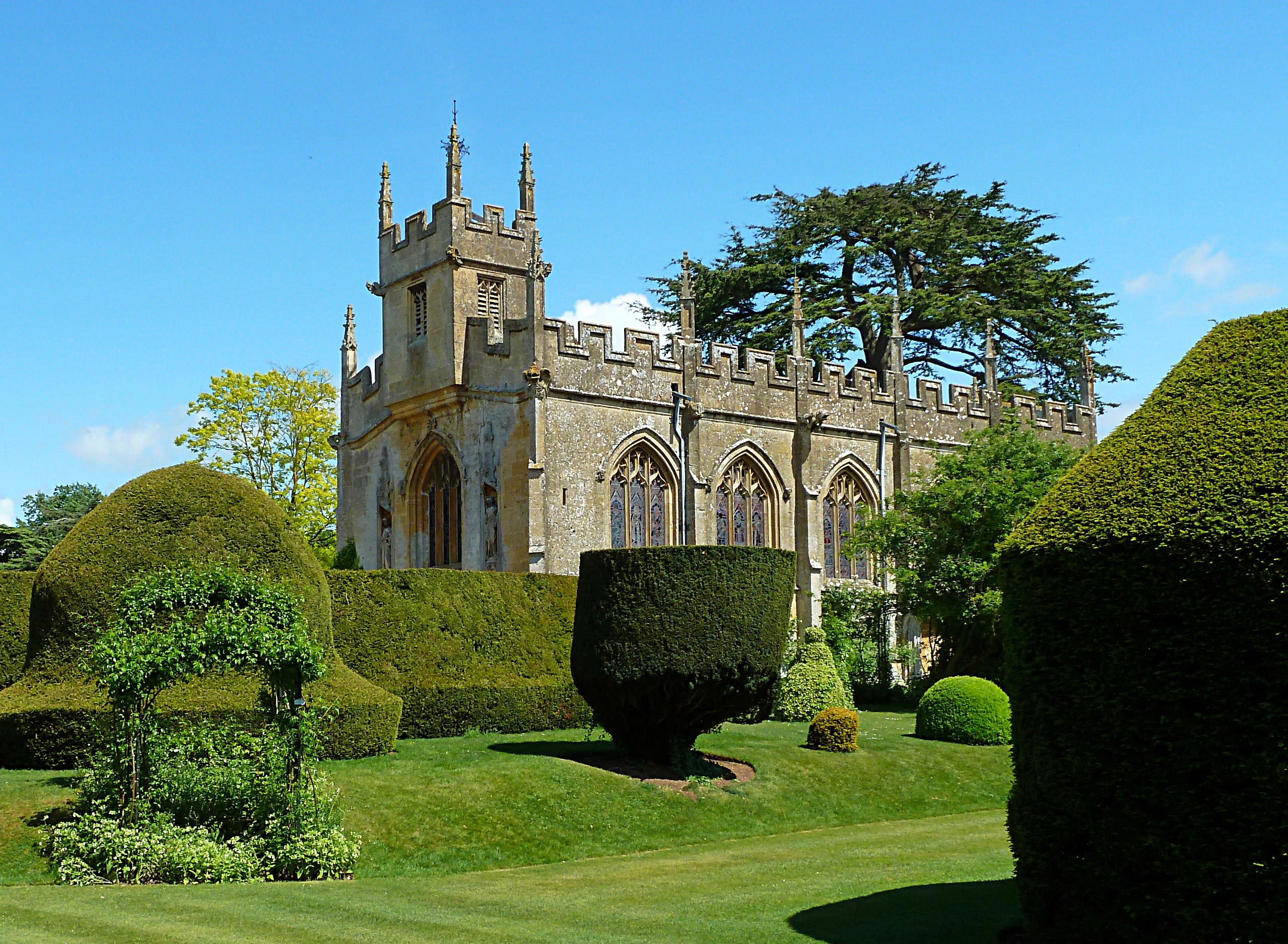
Kaple Panny Marie z jihozápadu
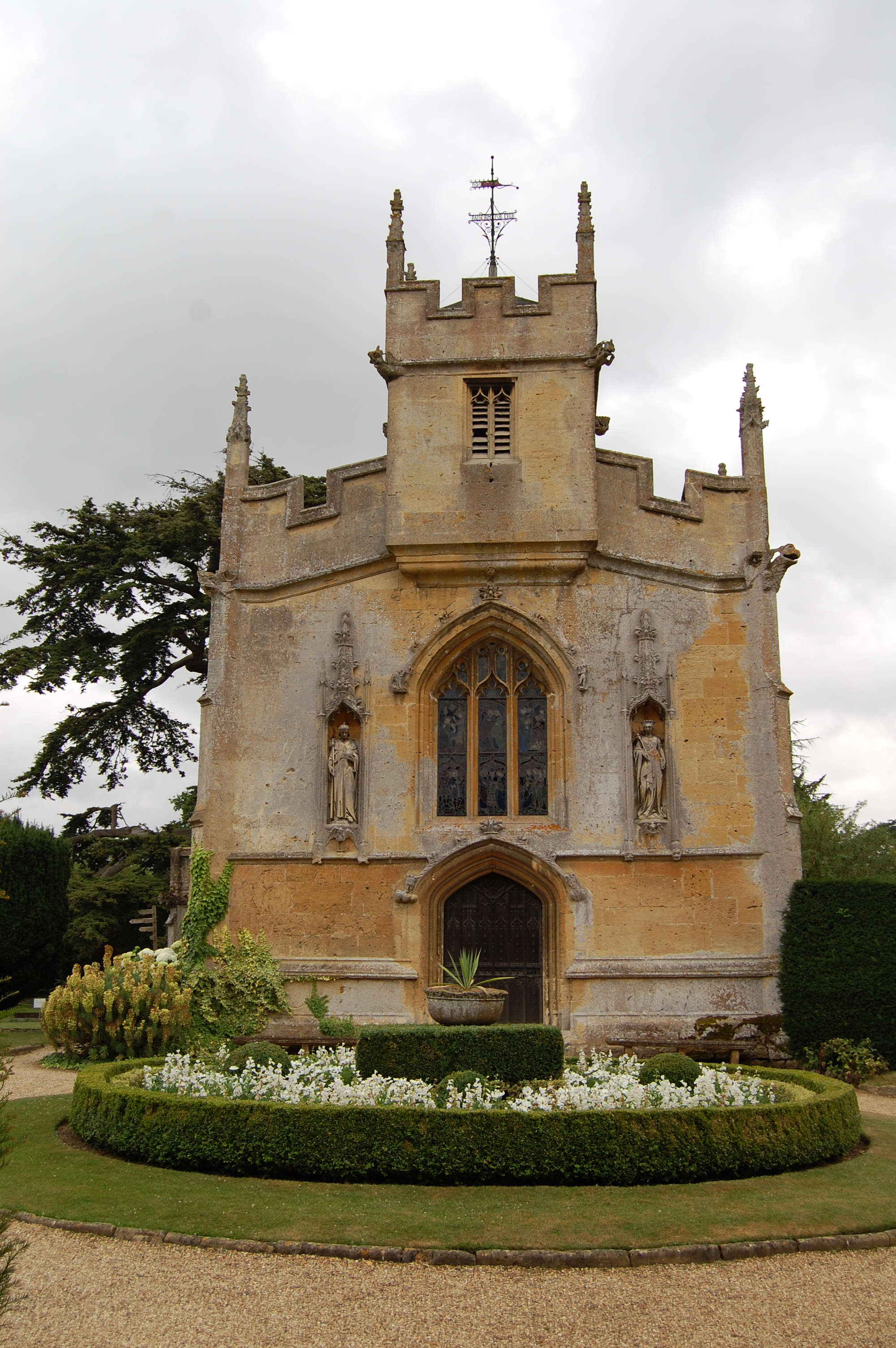
Průčelí kaple
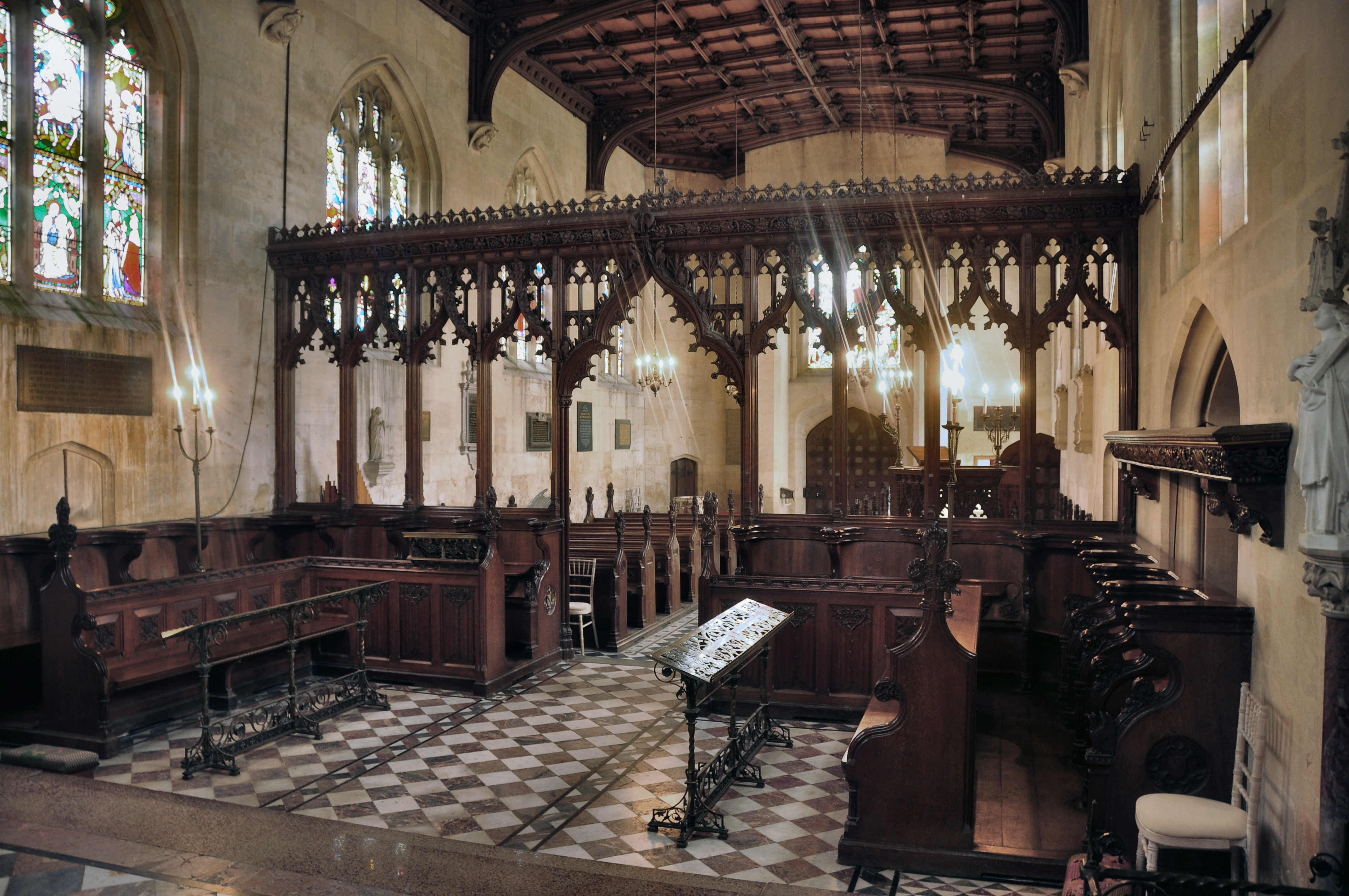
Interiér kaple
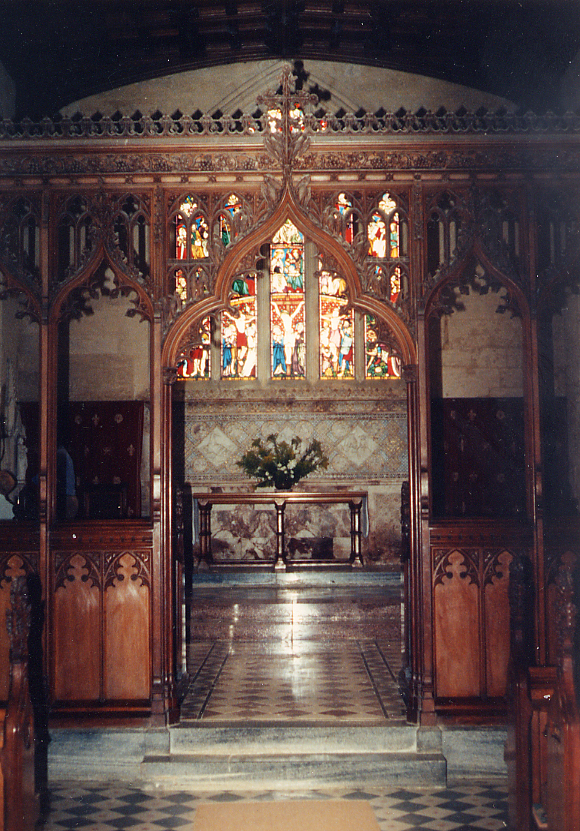
Kněžiště v kapli
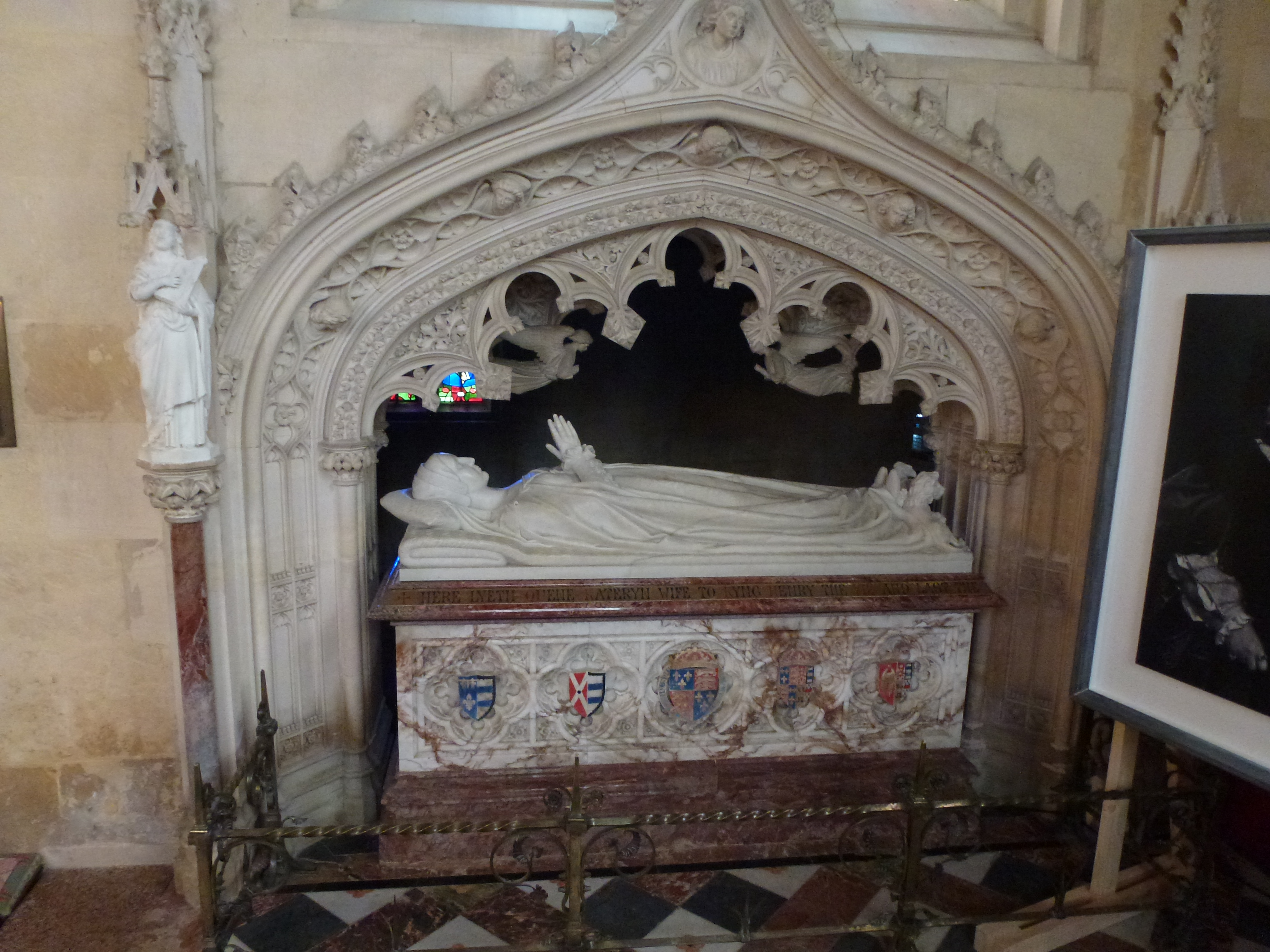
Hrobka Kateřiny Parrové

### Další budovy

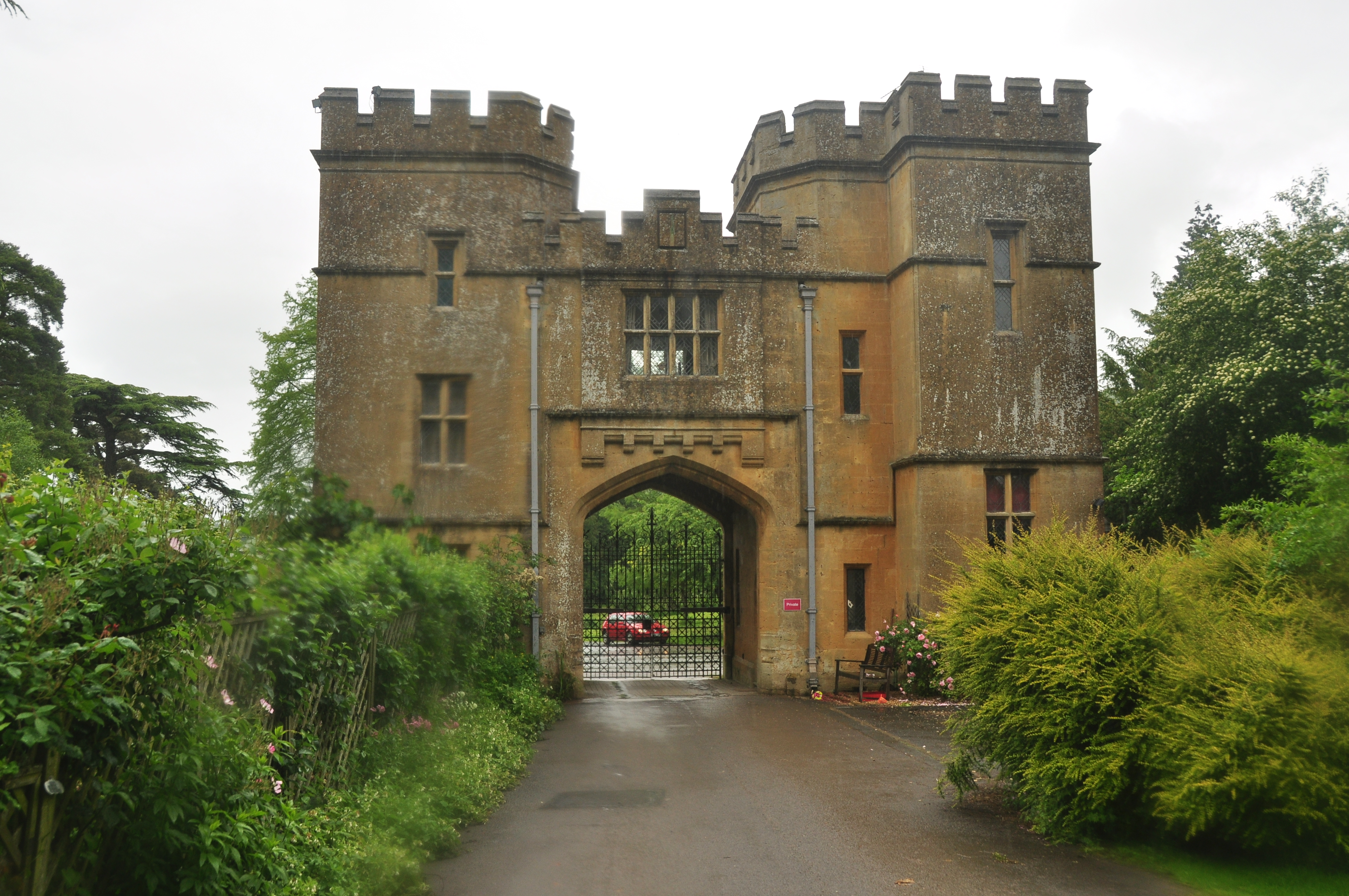
North Lodge

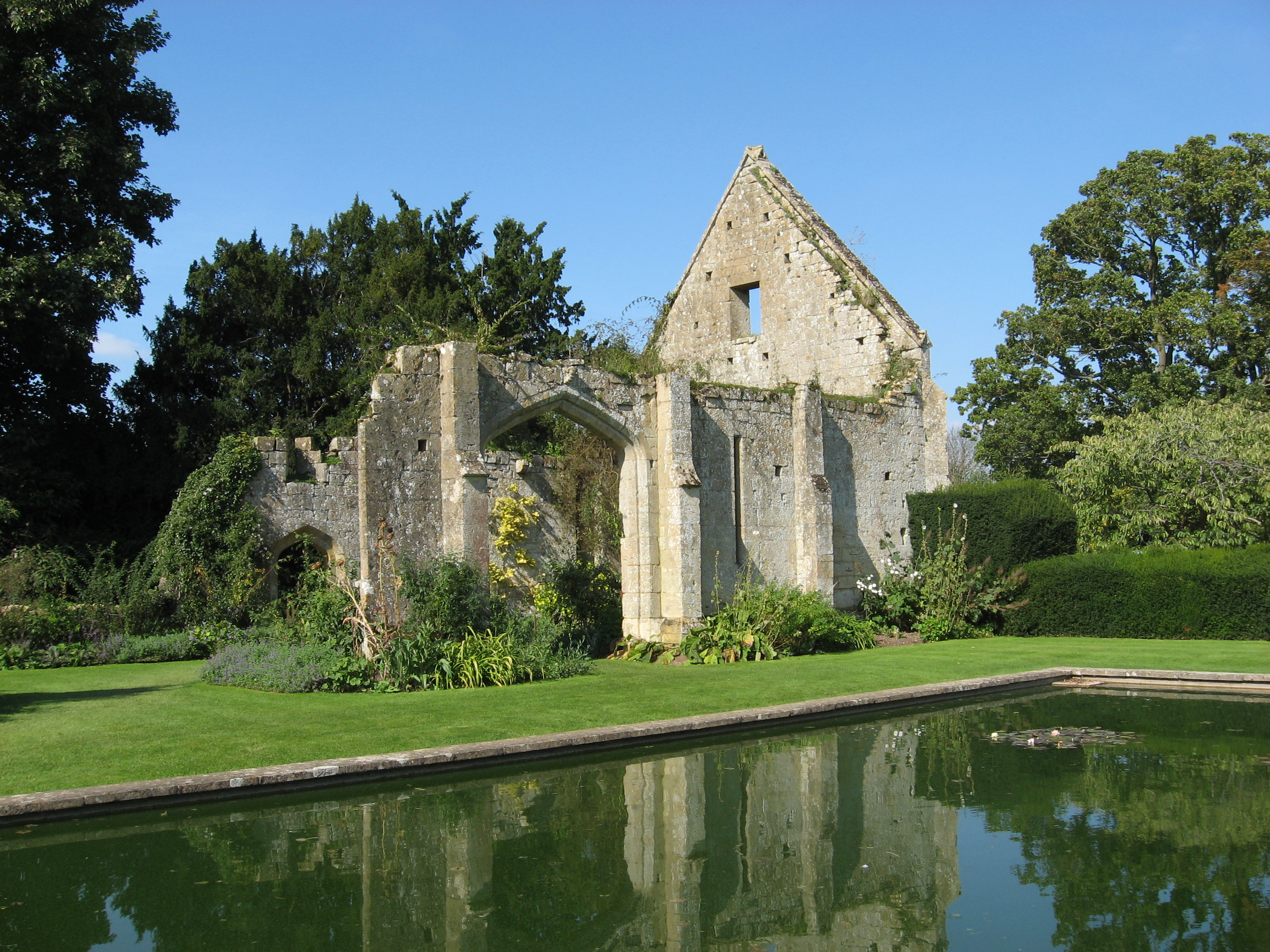
Zřícenina desátkové stodoly

150 metrů severně od hradu se nachází třípatrová budova brány. Jmenuje se North Lodge a jedná se o kamennou stavbu postavenou v roce 1886 Johnem Draytonem Wyattem pro Emmu Dentovou. Její bránu lze uzavřít dvoukřídlou mřížovou branou. Jednotlivá podlaží budovy jsou od sebe oddělena římsami a ukončena cimbuřím. Severní brána je od 7. září 1987 zapsána na seznamu památek II. stupně. Totéž platí pro západní bránu, která stojí asi 680 metrů severozápadně od budovy hradu. Nazývá se také Almsbury Lodge a byla postavena v roce 1893. V dřívějších dobách jím procházela příjezdová cesta k hradu přicházející od západu, dnes jej míjí na západě.
Asi 100 metrů severozápadně od hlavní budovy stojí bývalá desátková stodola opatství Winchcombe. Během občanské války ji zničila Cromwellova vojska, v 18. století byla přestavěna a využívána jako obytný dům. Později vyhořela a je v troskách. Původně pochází z druhé poloviny 15. století a od 4. července 1960 je zapsána na seznamu budov I. stupně. Její dlouhé strany byly rozděleny na 13 os špičatými klenutými otvory, mezi nimiž byly mohutné pilíře. Dříve byl interiér budovy rozdělen dřevěnou stěnou na dvě části: obytný prostor se třemi osami a samostatným vchodem a prostor stodoly s osmi osami. Oba trojúhelníkové štíty na krátkých stranách jsou dodnes zachovány v plné výšce. Před zříceninou, na její východní straně, se nachází téměř 50 metrů dlouhý obdélníkový kaprový rybník, zarybněný velkými koi. Vznikl až kolem roku 1930, předtím zde bylo za Emmy Dentové vytvořeno živé bludiště.

## Zahrady a parky

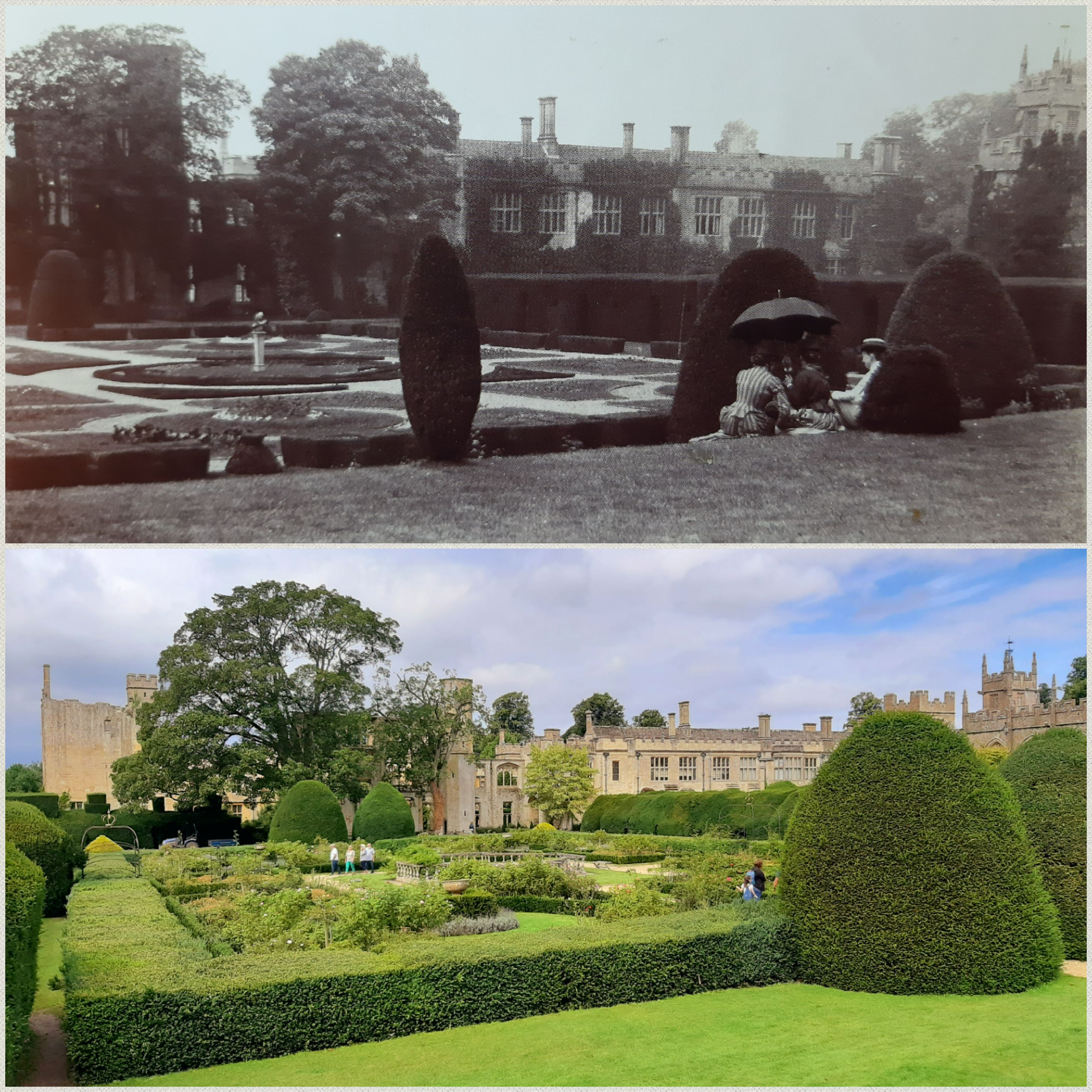
Rozdíl zahrad během viktoriánského období a dnes

Hrad Sudeley se nachází v srdci 1 200 akrů velkého panství, které je zasazeno do údolí Cotswold.
Samotné panství tvoří směs otevřených pastvin a lesů a protíná ho řada veřejných stezek, především Cotswold Way, dálková stezka dlouhá 102 mil (164 km). Tyto stezky spojují Sudeley s dalšími historickými městy a památkami, jako jsou Hailes Abbey, Broadway, Belas Knap a Stanway House. Zámecké zahrady se rozkládají na ploše přibližně 15 akrů a jsou přístupné veřejnosti během sezóny otevřených dveří zámku.
Zahrada je rozdělena do deseti samostatných zahrad, přičemž ústředním bodem je Královnina zahrada. Královnina zahrada je viktoriánskou výsadbou původní alžbětinské zahrady s parterem, která byla objevena na stejném místě, velké tisové živé ploty, které ji obklopují, pocházejí z roku 1860.
Další zahradou v Sudeley je The Knot Garden (Uzlová zahrada), tvořená více než 1200 truhlíky s živými ploty, jejíž složitý design čerpal inspiraci ze vzoru šatů, které nosila královna Alžběta I. na obraze Alegorie tudorovského nástupnictví, který visí na zámku.
Kostel Panny Marie, v němž je pohřbena Kateřina Parrová, lemuje Bílá zahrada, bohatá na pivoňky, plaménky, růže a tulipány, kam Kateřina se svou společnicí lady Jane Greyovou chodily na každodenní modlitby.

Sudeley je také domovem jednoho z největších veřejných chovů ohrožených bažantů na světě a úzce spolupracuje se Světovou asociací bažantů. Bažantnice, která na hradě funguje již více než třicet let, je součástí širšího chovného programu, který byl vytvořen v naději, že se podaří zvýšit počty kriticky ohrožených ptáků před jejich snadnou reintrodukcí do jejich přirozeného prostředí.

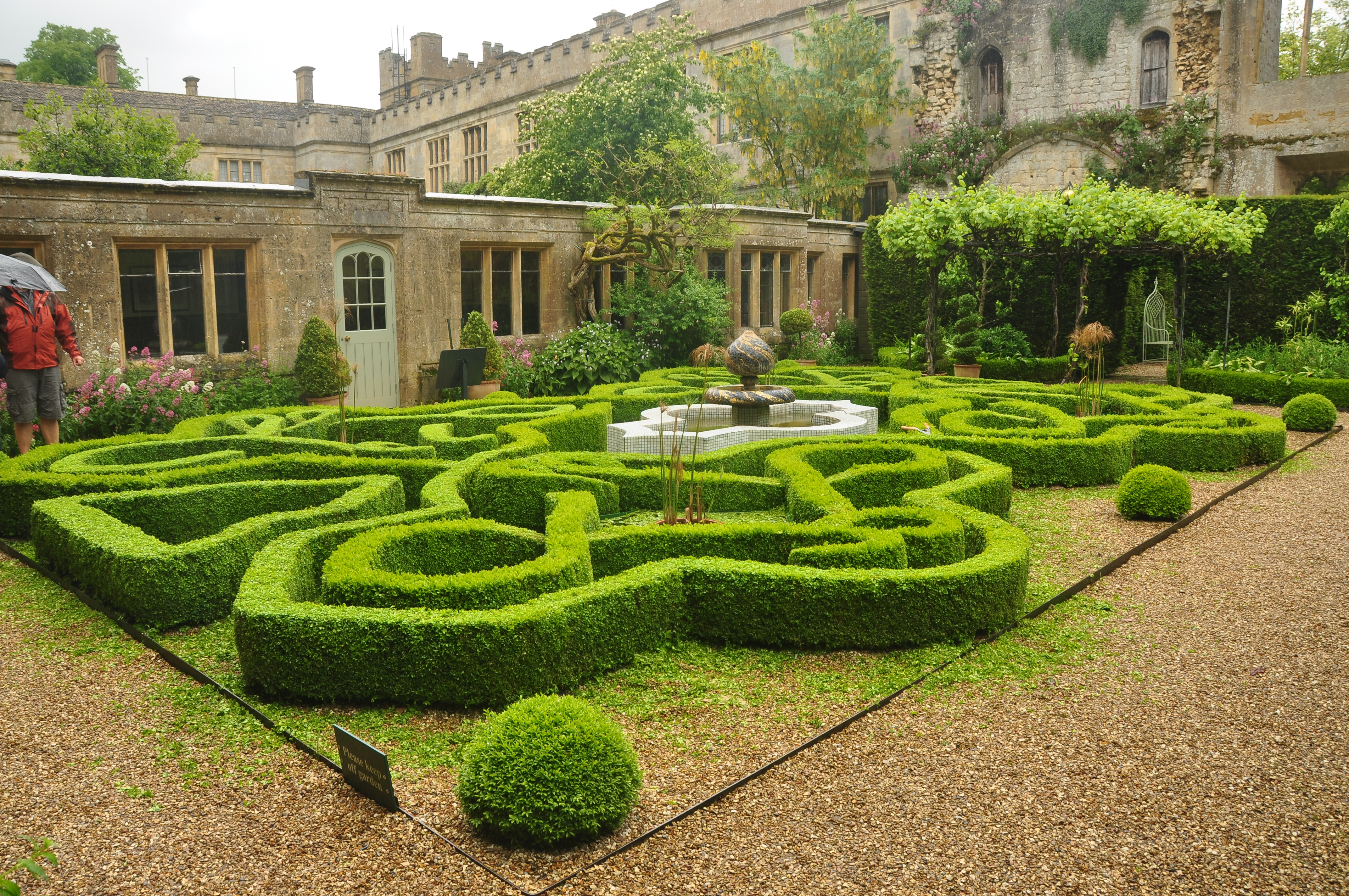
Zahrady v Sudeley
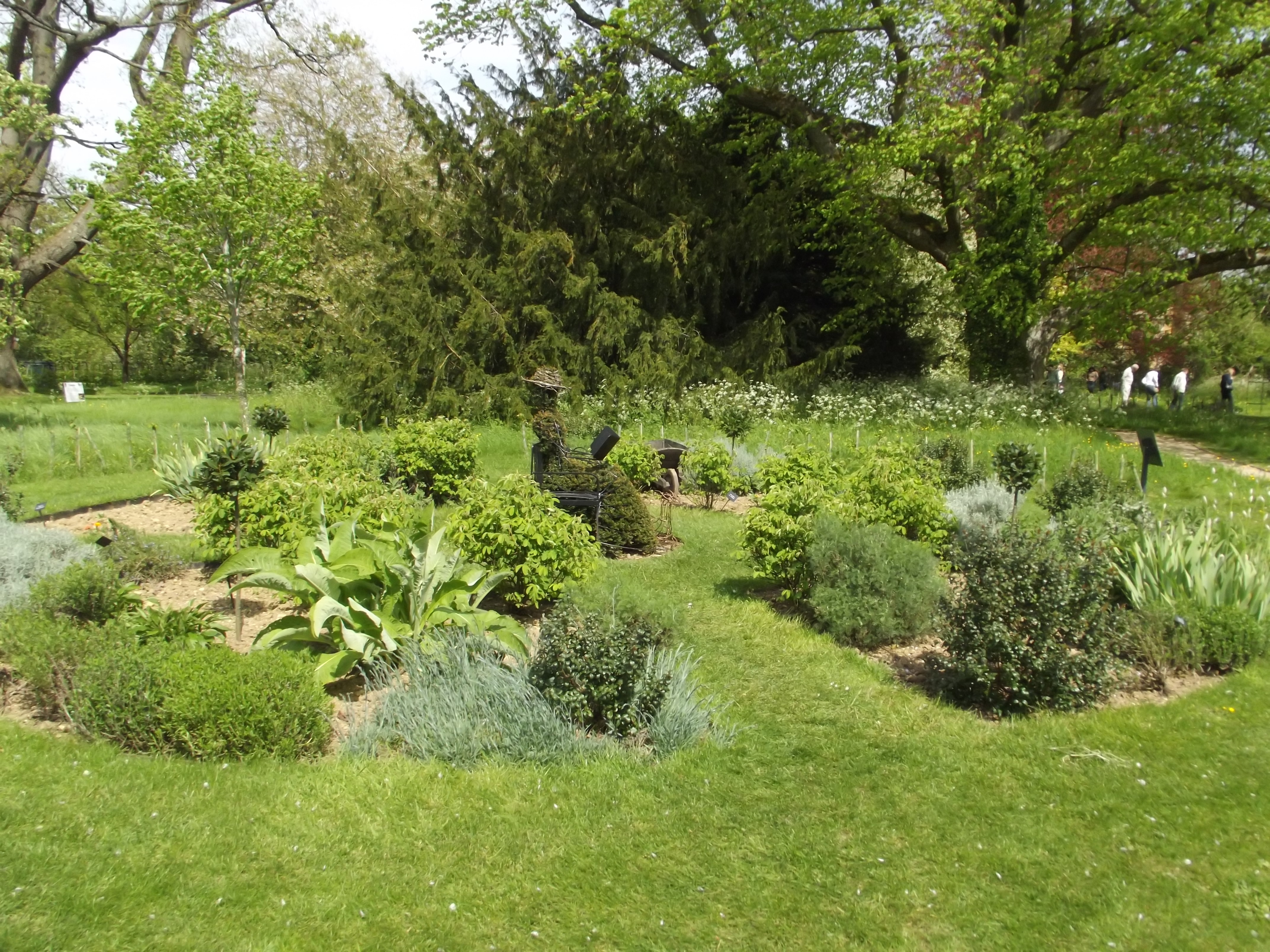
Voňavá zahrada, přírodní sohcha Emmy Dent na lavičce
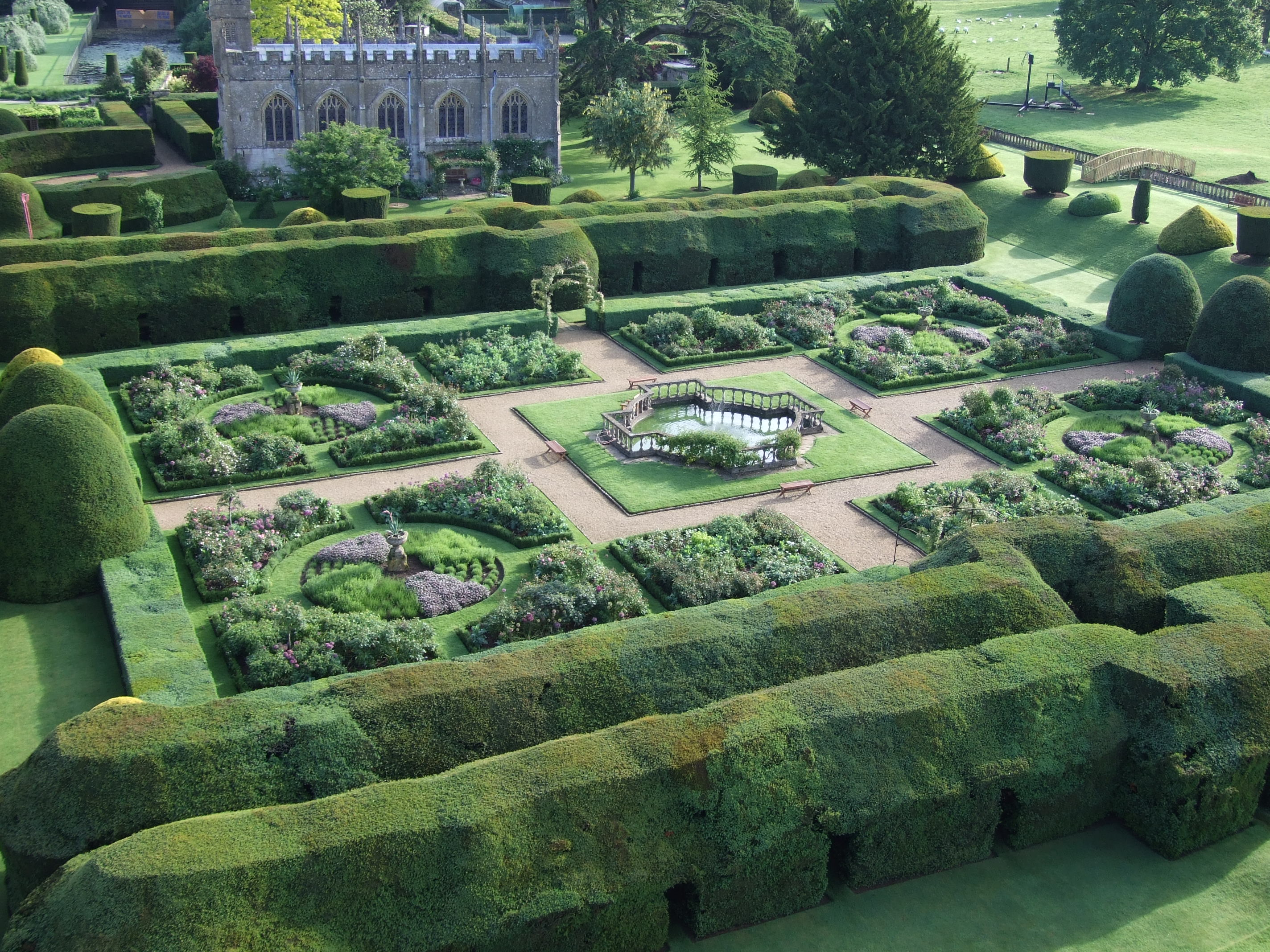
Královská zahrada
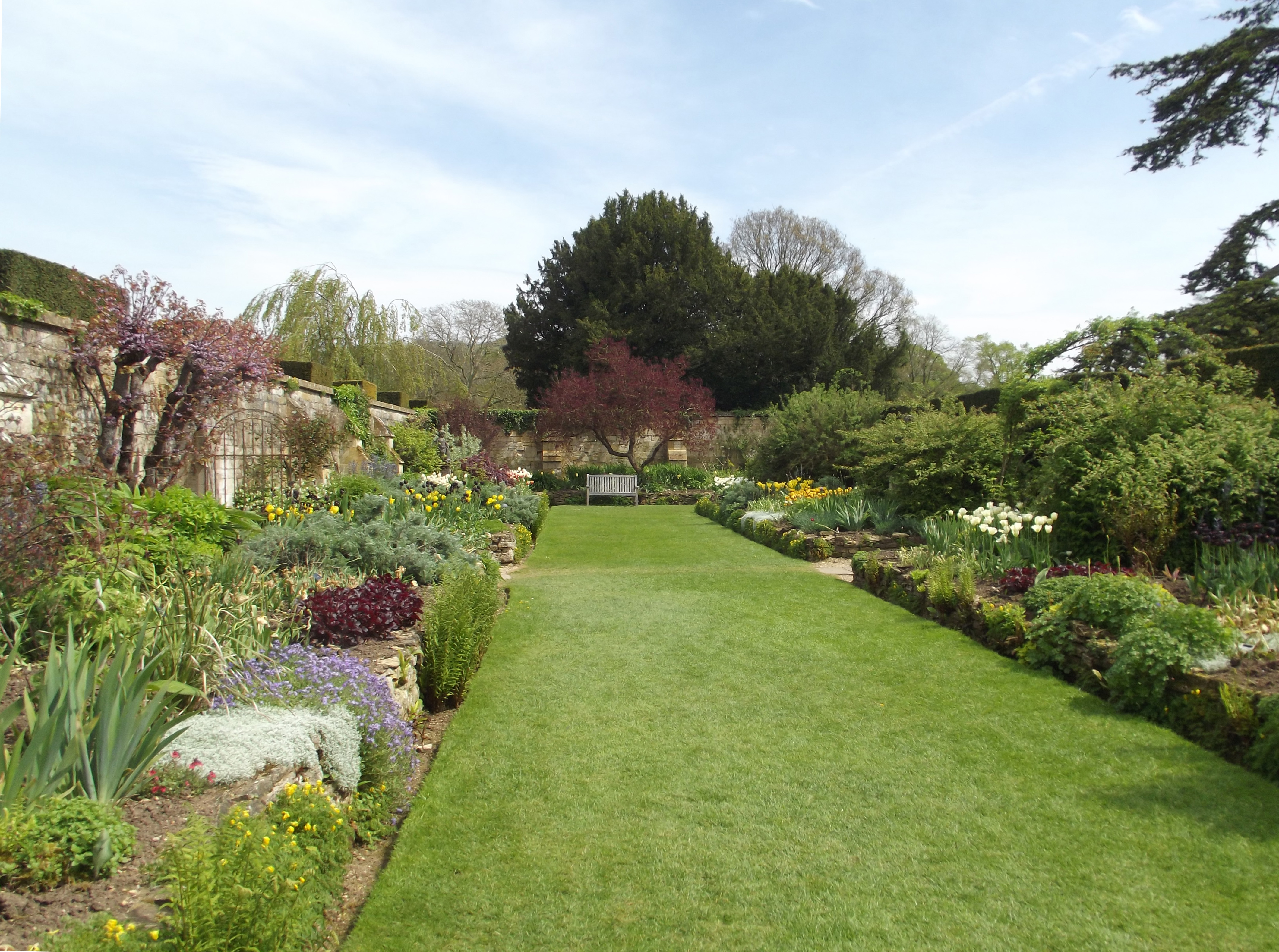
Tajná zahrada
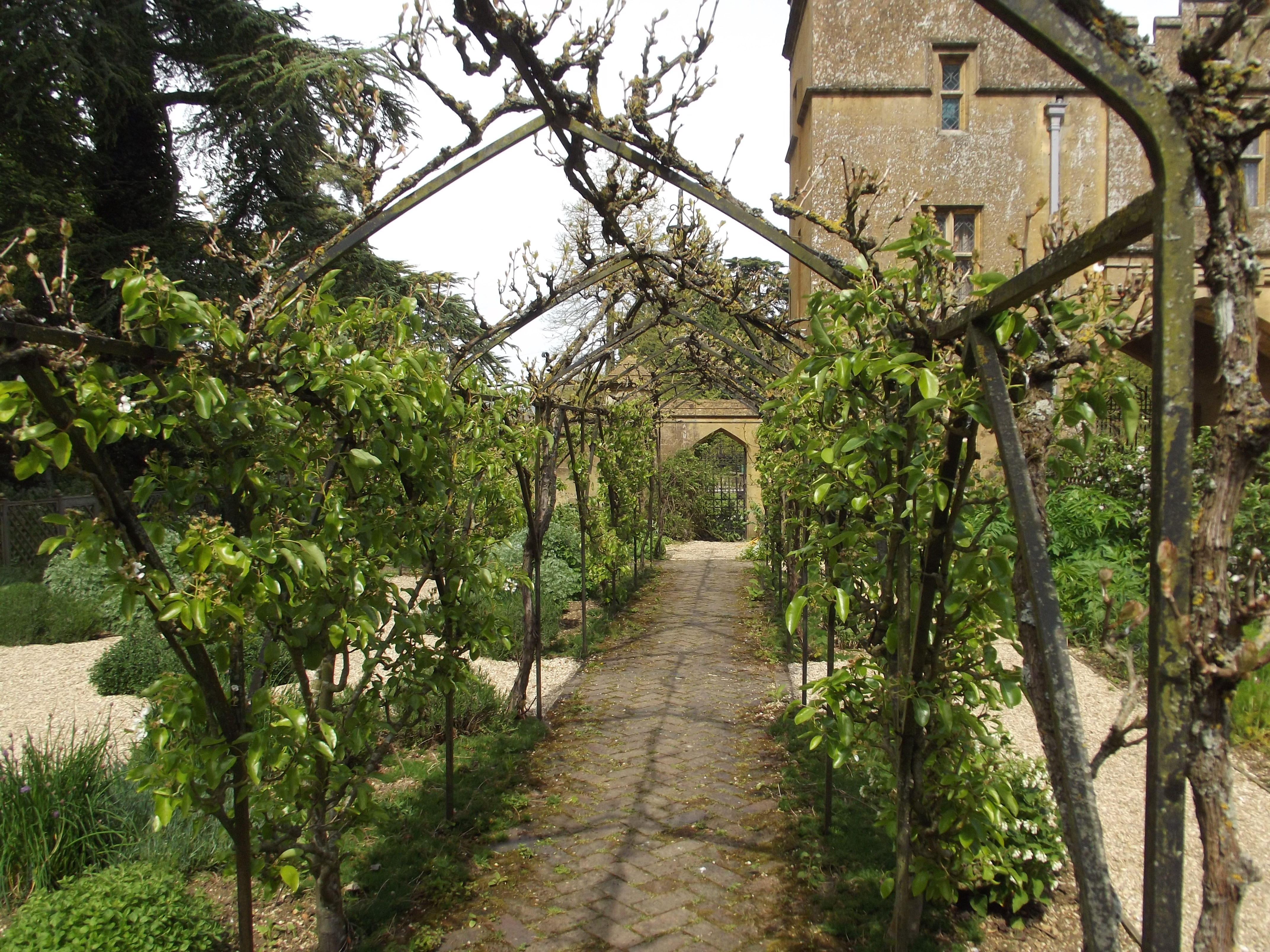
Léčivá zahrada

## Turistická atrakce

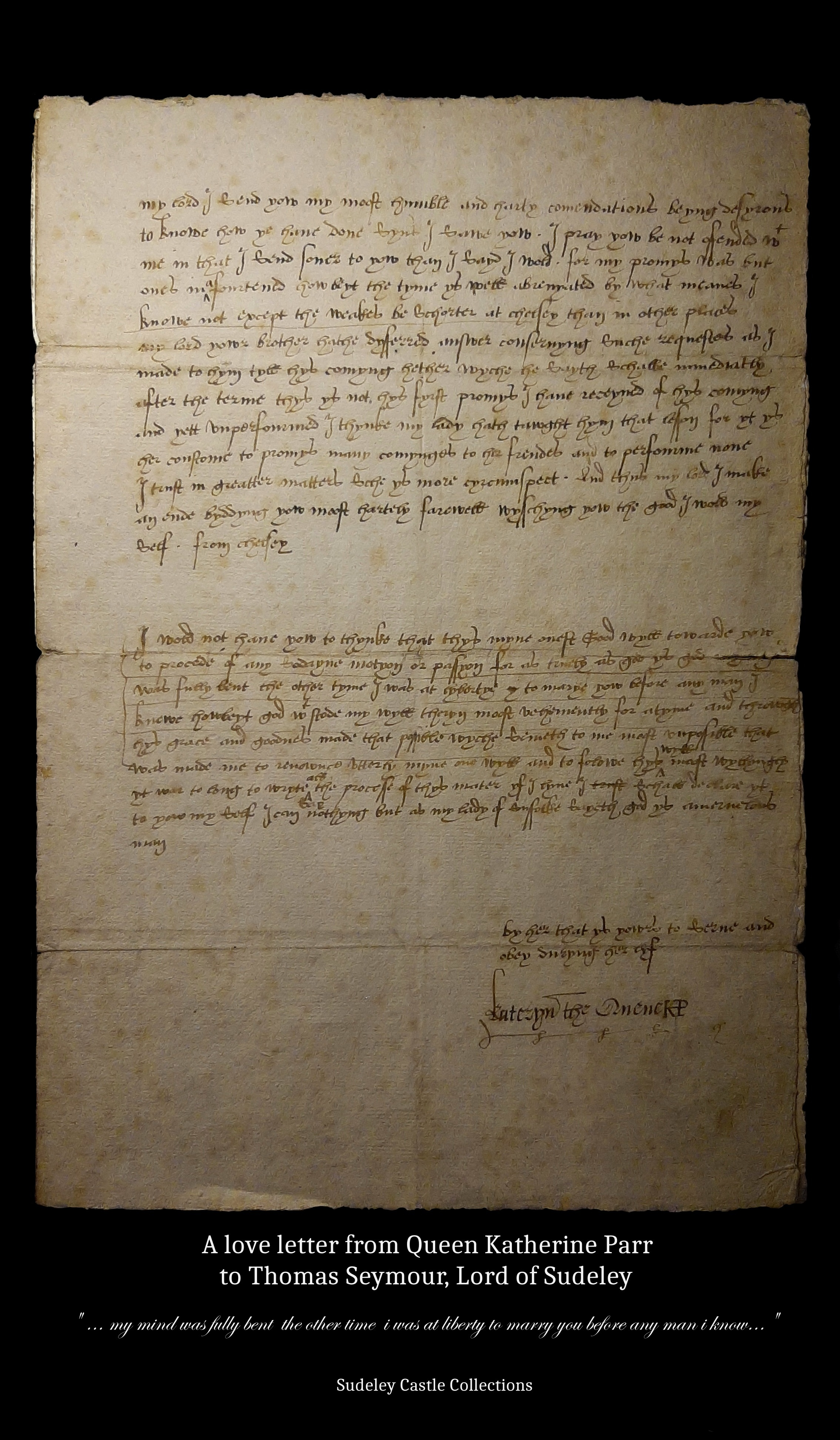
Dopis Kateřiny Parr Thomasi Seymourovi, v němž mu vyznává lásku.

Hrad Sudeley je turistickou atrakcí již od počátku 18. století a přitahuje starožitníky, tiskaře a umělce z celé Británie. Mezi první z nich patřili Samuel a Nathaniel Buckovi, kteří hrad navštívili a nakreslili v roce 1732 pro svou knihu Buck's Antiquities. Hrad jako romantická zřícenina přivítal krále Jiřího III., který jej navštívil v roce 1788, když se koupal v Cheltenham Spa.
Dnes je Sudeley jedním z mála zbývajících hradů v Anglii, které jsou stále soukromým sídlem. Rodina Dent-Brocklehurstů se i nadále snaží hrad a zahrady co nejvíce zpřístupnit široké veřejnosti a sezónně je otevírá návštěvníkům, i když soukromé rodinné prostory zůstávají z velké části uzavřené.

### Sbírka umění

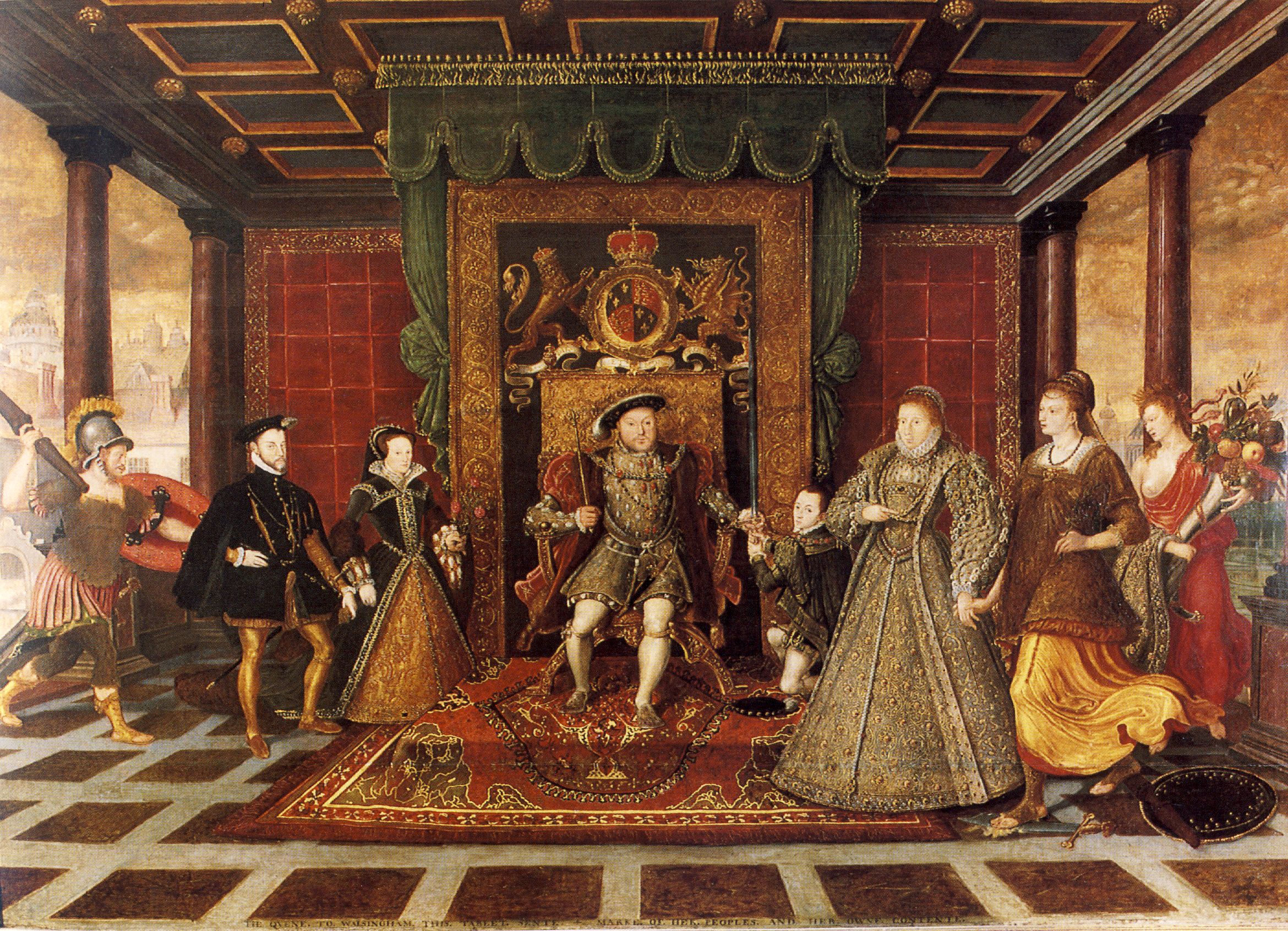
Obraz Alegorie tudorovského dědictví

Základem sbírky umění v Sudeley byl prodej vybavení domu Strawberry Hill House v roce 1842. Jednalo se o jednu z nejpůsobivějších aukcí své doby, která trvala přibližně 32 dní a na níž se prodávala umělecká sbírka Horace Walpola, syna Roberta Walpola, který je obecně považován za prvního premiéra Velké Británie. Sbírka byla doplňována po celou viktoriánskou éru, a poté opět na základě dědictví přibyla část umělecké sbírky viktoriánského podnikatele Jamese Morrisona z Basildon Parku.
Ne všechno ze zámecké sbírky spadá čistě do kategorie umění, jsou zde artefakty jako modlitební kniha a milostný dopis patřící královně Kateřině Parrové, zbraně a Bohunovské hodinky, jedny z pouhých šesti svého druhu, které se dochovaly do dnešních dnů. Ne celá umělecká sbírka je vystavena pro veřejnost, její výběr je k vidění na výstavách; zbytek je uložen v soukromých prostorách zámku. Hrad pořádá specializované umělecké prohlídky, při nichž si malé skupiny návštěvníků prohlédnou umělecké dílo v soukromých prostorách; na ty je však třeba se předem objednat.
Mezi vystavovaná díla patří:
- Alegorie tudorovského dědictví. Objednala ji královna Alžběta I. pro svého špióna sira Francise Walsinghama a připisuje se Lucasovi de Heere.
- Vzestup řeky Stour ve Stourheadu od Williama Turnera. Datováno do roku 1817 a vystaveno v Královské akademii umění v roce 1825; v Tateově galerii jsou uloženy přípravné skici k tomuto obrazu.
- Portrét Petera Paula Rubense od Anthonyho Van Dycka.
- Flora od Bernardina Luiniho, namalováno kolem roku 1515
- Miniatura krále Jindřicha VIII. připisovaná Lucovi Horenboutovi
- Miniatura královny Kateřiny Parrové od Hanse Holbeina mladšího

### Textilní sbírky
Textilní sbírku na zámku Sudeley shromáždila v 19. století Emma Dentová. Je považována za jednu z nejlepších sbírek v zemi a po určitou dobu byla zapůjčena do Victoria and Albert Museum v Londýně. Vzhledem k tomu, jak jsou některé kusy choulostivé, je vybraná část vystavena na zámku v expozicích, zatímco zbytek je uložen v ochranném skladu.
Mezi díla umístěná na zámku patří:
- Aubussonské závěsy z doby Ludvíka XV., které pravděpodobně patřily královně Marii Antoinettě
- Vesta, o níž se předpokládá, že patřila králi Karlu I.
- Krajkový baldachýn ze 16. století, který údajně nechala zhotovit královna Anna Boleynová ke křtu královny Alžběty I.
- Fragment látky, který údajně pochází z šatů královny Kateřiny Parrové po znovuobjevení a otevření její hrobky v roce 1782.
- Sheldonská tapiserie[48][37][47] z počátku 17. století, tkaná z vlny, hedvábí a kovových nití, s květinovými vzory a biblickými výjevy. Byly nalezeny paralely mezi ní a Filioliho tapiserií, kterou v roce 1911 koupil J. P. Morgan z Knole House.

## Hrad v kultuře
Od 70. let 20. století slouží panství opakovaně jako kulisa pro televizní inscenace. Scény z filmu Kráska a zvíře z roku 1976 s Trish Van Devere a Georgem C. Scottem v hlavních rolích se odehrávaly na zámku Sudeley spolu s Knebworth House a Salisbury Hall. Panství se také objevilo v různých epizodách televizních seriálů. Na zámku Sudeley se například natáčely scény ze seriálu The Pallisers (1974) z viktoriánské éry, stejně jako filmová adaptace románu Charlese Dickense Martin Chuzzlewit, kterou BBC natočila a odvysílala v několika dílech v roce 1994. Poté, co Sudeley posloužilo také jako kulisa pro minisérii Tess z rodu D'Urbervillů, vysílanou v roce 2008 a natočenou podle stejnojmenného románu Thomase Hardyho, se na panství natáčelo zatím naposledy v roce 2016. Jeho rozlehlé zahrady byly použity jako kulisy pro scény odehrávající se v zahradě Westminsterského opatství v seriálu Bílá princezna, pokračování Bílé královny, který se vysílal v roce 2013. Předtím se zde v roce 2012 natáčela také epizoda „Apollonovo oko“ ze seriálu BBC Otec Brown.
Kromě televizních seriálů se hrad Sudeley objevil také v různých celovečerních filmech. Natáčely se zde například části televizní adaptace románu P. G. Wodehouse Jeho lordstvo a prase; Bytost a prase (v originále Heavy Weather) Jacka Golda, neboť hrad posloužil spisovateli jako předloha pro hrad Blandings, který se v románu objevuje. Diarmuid Lawrence, režisér literární adaptace Emma z roku 1996, natočené podle stejnojmenného románu Jane Austenové, si také vybral Sudeley jako dějiště svého filmu; a konečně se hrad objevil v dokumentárním historickém filmu Elizabeth z roku 2000.